# Liste des matchs de l'équipe de France de rugby à XV
Cet article répertorie la liste des matchs de l'équipe de France de rugby à XV donnant lieu à des sélections officielles ou cape par la Fédération française de rugby,

,.

## Bilan par décennie
Bilan des matches du XV de France par décennie depuis son premier match en 1906 à nos jours.
Dernière mise à jour, le 19 juillet 2025
| Décennie | Matches | Matches | Matches | Matches | Matches |
| Décennie | J       | G       | N       | P       | %V      |
| -------- | ------- | ------- | ------- | ------- | ------- |
| 1900     | 8       | 0       | 0       | 8       | 0%      |
| 1910     | 20      | 1       | 0       | 19      | 5%      |
| 1920     | 50      | 12      | 2       | 36      | 24%     |
| 1930     | 21      | 16      | 0       | 5       | 76%     |
| 1940     | 23      | 13      | 0       | 10      | 57%     |
| 1950     | 58      | 34      | 3       | 21      | 59%     |
| 1960     | 82      | 45      | 10      | 27      | 55%     |
| 1970     | 76      | 45      | 8       | 23      | 59%     |
| 1980     | 83      | 48      | 4       | 31      | 58%     |
| 1990     | 113     | 73      | 1       | 39      | 65%     |
| 2000     | 119     | 73      | 2       | 44      | 61%     |
| 2010     | 113     | 53      | 3       | 57      | 47%     |
| 2020     | 62      | 46      | 1       | 15      | 74%     |
| TOTAL    | 828     | 459     | 34      | 335     | 55%     |

## 1906-1909
Bilan de la décennie : 8 matches, 0 victoire, 0 nul, 8 défaites: 100% de défaites.

### 1906
| N° | Date           | Opposition       | Pour | Contre | Résultat | Lieu                    | Compétition |
| -- | -------------- | ---------------- | ---- | ------ | -------- | ----------------------- | ----------- |
| 1  | 1er janv. 1906 | Nouvelle-Zélande | 8    | 38     | Défaite  | Parc des Princes, Paris | Test match  |
| 2  | 22 mars 1906   | Angleterre       | 8    | 35     | Défaite  | Parc des Princes, Paris | Test match  |

Bilan : 100% de défaites.

### 1907
| N° | Date         | Opposition | Pour | Contre | Résultat | Lieu                     | Compétition |
| -- | ------------ | ---------- | ---- | ------ | -------- | ------------------------ | ----------- |
| 3  | 5 janv. 1907 | Angleterre | 13   | 41     | Défaite  | Athletic Ground, Londres | Test match  |

Bilan : 100% de défaites.

### 1908
| N° | Date           | Opposition     | Pour | Contre | Résultat | Lieu                     | Compétition |
| -- | -------------- | -------------- | ---- | ------ | -------- | ------------------------ | ----------- |
| 4  | 1er janv. 1908 | Angleterre     | 0    | 19     | Défaite  | Stade du Matin, Colombes | Test match  |
| 5  | 2 mars 1908    | Pays de Galles | 4    | 36     | Défaite  | Arms Park, Cardiff       | Test match  |

Bilan : 100% de défaites.

### 1909
| N° | Date          | Opposition     | Pour | Contre | Résultat | Lieu                     | Compétition |
| -- | ------------- | -------------- | ---- | ------ | -------- | ------------------------ | ----------- |
| 6  | 30 janv. 1909 | Angleterre     | 0    | 22     | Défaite  | Welford Road, Leicester  | Test match  |
| 7  | 23 fév. 1909  | Pays de Galles | 5    | 47     | Défaite  | Stade du Matin, Colombes | Test match  |
| 8  | 20 mars 1909  | Irlande        | 8    | 19     | Défaite  | Lansdowne Road, Dublin   | Test match  |

Bilan : 100% de défaites.

## 1910-1914
Bilan de la décennie : 20 matches, 1 victoire, 0 nul, 19 défaites; 5% de victoires.

### 1910
| N° | Date           | Opposition     | Pour | Contre | Résultat | Lieu                                | Compétition              |
| -- | -------------- | -------------- | ---- | ------ | -------- | ----------------------------------- | ------------------------ |
| 9  | 1er janv. 1910 | Pays de Galles | 14   | 49     | Défaite  | St Helen's, Swansea                 | Tournoi des Cinq Nations |
| 10 | 22 janv. 1910  | Écosse         | 0    | 27     | Défaite  | Inverleith Sports Ground, Édimbourg | Tournoi des Cinq Nations |
| 11 | 3 mars 1910    | Angleterre     | 3    | 11     | Défaite  | Parc des Princes, Paris             | Tournoi des Cinq Nations |
| 12 | 28 mars 1910   | Irlande        | 3    | 8      | Défaite  | Parc des Princes, Paris             | Tournoi des Cinq Nations |

Bilan : 100% de défaites.

### 1911
| N° | Date          | Opposition     | Pour | Contre | Résultat | Lieu                         | Compétition              |
| -- | ------------- | -------------- | ---- | ------ | -------- | ---------------------------- | ------------------------ |
| 13 | 2 janv. 1911  | Écosse         | 16   | 15     | Victoire | Stade du Matin, Colombes     | Tournoi des Cinq Nations |
| 14 | 28 janv. 1911 | Angleterre     | 0    | 37     | Défaite  | Stade de Twickenham, Londres | Tournoi des Cinq Nations |
| 15 | 11 fév. 1911  | Pays de Galles | 0    | 15     | Défaite  | Parc des Princes, Paris      | Tournoi des Cinq Nations |
| 16 | 25 mars 1911  | Irlande        | 5    | 25     | Défaite  | Mardyke, Cork                | Tournoi des Cinq Nations |

Bilan : 25% de victoires, 75% de défaites.

### 1912
| N° | Date           | Opposition     | Pour | Contre | Résultat | Lieu                                | Compétition              |
| -- | -------------- | -------------- | ---- | ------ | -------- | ----------------------------------- | ------------------------ |
| 17 | 1er janv. 1912 | Irlande        | 6    | 11     | Défaite  | Parc des Princes, Paris             | Tournoi des Cinq Nations |
| 18 | 20 janv. 1912  | Écosse         | 3    | 31     | Défaite  | Inverleith Sports Ground, Édimbourg | Tournoi des Cinq Nations |
| 19 | 25 mars 1912   | Pays de Galles | 8    | 14     | Défaite  | Rodney Parade, Newport              | Tournoi des Cinq Nations |
| 20 | 8 avr. 1912    | Angleterre     | 8    | 18     | Défaite  | Parc des Princes, Paris             | Tournoi des Cinq Nations |

Bilan : 100% de défaites.

### 1913
| N° | Date           | Opposition     | Pour | Contre | Résultat | Lieu                         | Compétition              |
| -- | -------------- | -------------- | ---- | ------ | -------- | ---------------------------- | ------------------------ |
| 21 | 1er janv. 1913 | Écosse         | 3    | 21     | Défaite  | Parc des Princes, Paris      | Tournoi des Cinq Nations |
| 22 | 11 janv. 1913  | Afrique du Sud | 5    | 35     | Défaite  | Stade du Bouscat, Bordeaux   | Test match               |
| 23 | 25 janv. 1913  | Angleterre     | 0    | 20     | Défaite  | Stade de Twickenham, Londres | Tournoi des Cinq Nations |
| 24 | 27 fév. 1913   | Pays de Galles | 8    | 11     | Défaite  | Parc des Princes, Paris      | Tournoi des Cinq Nations |
| 25 | 24 mars 1913   | Irlande        | 0    | 24     | Défaite  | Mardyke, Cork                | Tournoi des Cinq Nations |

Bilan : 100% de défaites.

### 1914
| N° | Date           | Opposition     | Pour | Contre | Résultat | Lieu                     | Compétition              |
| -- | -------------- | -------------- | ---- | ------ | -------- | ------------------------ | ------------------------ |
| 26 | 1er janv. 1914 | Irlande        | 6    | 8      | Défaite  | Parc des Princes, Paris  | Tournoi des Cinq Nations |
| 27 | 2 mars 1914    | Pays de Galles | 0    | 31     | Défaite  | St Helen's, Swansea      | Tournoi des Cinq Nations |
| 28 | 13 avr. 1914   | Angleterre     | 13   | 39     | Défaite  | Stade du Matin, Colombes | Tournoi des Cinq Nations |

Bilan : 100% de défaites.

## 1920-1929
Bilan de la décennie: 50 matches, 12 victoires, 2 nuls, 36 défaites; 24% de victoires.

### 1920
| N° | Date           | Opposition     | Pour | Contre | Résultat | Lieu                         | Compétition              |
| -- | -------------- | -------------- | ---- | ------ | -------- | ---------------------------- | ------------------------ |
| 29 | 1er janv. 1920 | Écosse         | 0    | 5      | Défaite  | Parc des Princes, Paris      | Tournoi des Cinq Nations |
| 30 | 31 janv. 1920  | Angleterre     | 3    | 8      | Défaite  | Stade de Twickenham, Londres | Tournoi des Cinq Nations |
| 31 | 17 fév. 1920   | Pays de Galles | 5    | 6      | Défaite  | Stade du Matin, Colombes     | Tournoi des Cinq Nations |
| 32 | 3 avr. 1920    | Irlande        | 15   | 7      | Victoire | Lansdowne Road, Dublin       | Tournoi des Cinq Nations |
| 33 | 10 oct. 1920   | États-Unis     | 14   | 5      | Victoire | Stade du Matin, Colombes     | Test match               |

Bilan : 40% de victoires, 60% de défaites.

### 1921
| N° | Date          | Opposition     | Pour | Contre | Résultat | Lieu                                | Compétition              |
| -- | ------------- | -------------- | ---- | ------ | -------- | ----------------------------------- | ------------------------ |
| 34 | 22 janv. 1921 | Écosse         | 3    | 0      | Victoire | Inverleith Sports Ground, Édimbourg | Tournoi des Cinq Nations |
| 35 | 26 fév. 1921  | Pays de Galles | 4    | 12     | Défaite  | Arms Park, Cardiff                  | Tournoi des Cinq Nations |
| 36 | 28 mars 1921  | Angleterre     | 6    | 10     | Défaite  | Stade du Matin, Colombes            | Tournoi des Cinq Nations |
| 37 | 9 avr. 1921   | Irlande        | 20   | 10     | Victoire | Stade du Matin, Colombes            | Tournoi des Cinq Nations |

Bilan : 50% de victoires, 50% de défaites.

### 1922
| N° | Date         | Opposition     | Pour | Contre | Résultat | Lieu                         | Compétition              |
| -- | ------------ | -------------- | ---- | ------ | -------- | ---------------------------- | ------------------------ |
| 38 | 2 janv. 1922 | Écosse         | 3    | 3      | Nul      | Stade du Matin, Colombes     | Tournoi des Cinq Nations |
| 39 | 25 fév. 1922 | Angleterre     | 11   | 11     | Nul      | Stade de Twickenham, Londres | Tournoi des Cinq Nations |
| 40 | 23 mars 1922 | Pays de Galles | 3    | 11     | Défaite  | Stade du Matin, Colombes     | Tournoi des Cinq Nations |
| 41 | 8 avr. 1922  | Irlande        | 3    | 8      | Défaite  | Lansdowne Road, Dublin       | Tournoi des Cinq Nations |

Bilan : 50% de nuls, 50% de défaites.

### 1923
| N° | Date          | Opposition     | Pour | Contre | Résultat | Lieu                                | Compétition              |
| -- | ------------- | -------------- | ---- | ------ | -------- | ----------------------------------- | ------------------------ |
| 42 | 20 janv. 1923 | Écosse         | 3    | 16     | Défaite  | Inverleith Sports Ground, Édimbourg | Tournoi des Cinq Nations |
| 43 | 24 fév. 1923  | Pays de Galles | 8    | 16     | Défaite  | St Helen's, Swansea                 | Tournoi des Cinq Nations |
| 44 | 2 avr. 1923   | Angleterre     | 3    | 12     | Défaite  | Stade du Matin, Colombes            | Tournoi des Cinq Nations |
| 45 | 14 avr. 1923  | Irlande        | 14   | 8      | Victoire | Stade du Matin, Colombes            | Tournoi des Cinq Nations |

Bilan : 25% de victoires, 75% de défaites.

### 1924
| N° | Date           | Opposition     | Pour | Contre | Résultat | Lieu                         | Compétition              |
| -- | -------------- | -------------- | ---- | ------ | -------- | ---------------------------- | ------------------------ |
| 46 | 1er janv. 1924 | Écosse         | 12   | 10     | Victoire | Stade Pershing, Paris        | Tournoi des Cinq Nations |
| 47 | 26 janv. 1924  | Irlande        | 0    | 6      | Défaite  | Lansdowne Road, Dublin       | Tournoi des Cinq Nations |
| 48 | 23 fév. 1924   | Angleterre     | 7    | 19     | Défaite  | Stade de Twickenham, Londres | Tournoi des Cinq Nations |
| 49 | 27 mars 1924   | Pays de Galles | 6    | 10     | Défaite  | Stade olympique, Colombes    | Tournoi des Cinq Nations |
| 50 | 4 mai 1924     | Roumanie       | 59   | 3      | Victoire | Stade olympique, Colombes    | Jeux olympiques          |
| 51 | 18 mai 1924    | États-Unis     | 3    | 17     | Défaite  | Stade olympique, Colombes    | Jeux olympiques          |

Bilan : 33% de victoires, 67% de défaites.

### 1925
| N° | Date           | Opposition       | Pour | Contre | Résultat | Lieu                                | Compétition              |
| -- | -------------- | ---------------- | ---- | ------ | -------- | ----------------------------------- | ------------------------ |
| 52 | 1er janv. 1925 | Irlande          | 3    | 9      | Défaite  | Stade olympique, Colombes           | Tournoi des Cinq Nations |
| 53 | 18 janv. 1925  | Nouvelle-Zélande | 6    | 30     | Défaite  | Stade des Ponts-Jumeaux, Toulouse   | Test match               |
| 54 | 24 janv. 1925  | Écosse           | 4    | 25     | Défaite  | Inverleith Sports Ground, Édimbourg | Tournoi des Cinq Nations |
| 55 | 28 fév. 1925   | Pays de Galles   | 5    | 11     | Défaite  | Arms Park, Cardiff                  | Tournoi des Cinq Nations |
| 56 | 13 avr. 1925   | Angleterre       | 11   | 13     | Défaite  | Stade olympique, Colombes           | Tournoi des Cinq Nations |

Bilan : 100% de défaites.

### 1926
| N° | Date          | Opposition            | Pour | Contre | Résultat | Lieu                         | Compétition              |
| -- | ------------- | --------------------- | ---- | ------ | -------- | ---------------------------- | ------------------------ |
| 57 | 2 janv. 1926  | Écosse                | 6    | 20     | Défaite  | Stade olympique, Colombes    | Tournoi des Cinq Nations |
| 58 | 23 janv. 1926 | Irlande               | 0    | 11     | Défaite  | Ravenhill Stadium, Belfast   | Tournoi des Cinq Nations |
| 59 | 27 fév. 1926  | Angleterre            | 0    | 11     | Défaite  | Stade de Twickenham, Londres | Tournoi des Cinq Nations |
| 60 | 5 avr. 1926   | Pays de Galles        | 5    | 7      | Défaite  | Stade olympique, Colombes    | Tournoi des Cinq Nations |
| 61 | 26 déc. 1926  | Māori de Nlle Zélande | 3    | 12     | Défaite  | Stade olympique, Colombes    | Test match               |

Bilan : 100% de défaites.

### 1927
| N° | Date           | Opposition     | Pour | Contre | Résultat | Lieu                           | Compétition              |
| -- | -------------- | -------------- | ---- | ------ | -------- | ------------------------------ | ------------------------ |
| 62 | 1er janv. 1927 | Irlande        | 3    | 8      | Défaite  | Stade olympique, Colombes      | Tournoi des Cinq Nations |
| 63 | 22 janv. 1927  | Écosse         | 6    | 23     | Défaite  | Murrayfield Stadium, Édimbourg | Tournoi des Cinq Nations |
| 64 | 26 fév. 1927   | Pays de Galles | 7    | 25     | Défaite  | St Helen's, Swansea            | Tournoi des Cinq Nations |
| 65 | 2 avr. 1927    | Angleterre     | 3    | 0      | Victoire | Stade olympique, Colombes      | Tournoi des Cinq Nations |
| 66 | 17 avr. 1927   | Allemagne      | 30   | 5      | Victoire | Stade olympique, Colombes      | Test match               |
| 67 | 15 mai 1927    | Allemagne      | 16   | 17     | Défaite  | Francfort-sur-le-Main          | Test match               |

Bilan : 33% de victoires, 67% de défaites.

### 1928
| N° | Date          | Opposition                          | Pour | Contre | Résultat | Lieu                                     | Compétition              |
| -- | ------------- | ----------------------------------- | ---- | ------ | -------- | ---------------------------------------- | ------------------------ |
| 68 | 2 janv. 1928  | Écosse                              | 6    | 15     | Défaite  | Stade olympique, Colombes                | Tournoi des Cinq Nations |
| 69 | 22 janv. 1928 | Waratahs de Nouvelles-Galles du sud | 8    | 11     | Défaite  | Stade olympique Yves-du-Manoir, Colombes | Test match               |
| 70 | 28 janv. 1928 | Irlande                             | 8    | 12     | Défaite  | Ravenhill Stadium, Belfast               | Tournoi des Cinq Nations |
| 71 | 25 fév. 1928  | Angleterre                          | 8    | 18     | Défaite  | Stade de Twickenham, Londres             | Tournoi des Cinq Nations |
| 72 | 18 mars 1928  | Allemagne                           | 14   | 3      | Victoire | Hanovre                                  | Test match               |
| 73 | 9 avr. 1928   | Pays de Galles                      | 8    | 3      | Victoire | Stade olympique Yves-du-Manoir, Colombes | Tournoi des Cinq Nations |

Bilan : 33% de victoires, 67% de défaites.

### 1929
| N° | Date          | Opposition     | Pour | Contre | Résultat | Lieu                                     | Compétition              |
| -- | ------------- | -------------- | ---- | ------ | -------- | ---------------------------------------- | ------------------------ |
| 74 | 31 déc. 1928  | Irlande        | 0    | 6      | Défaite  | Stade olympique Yves-du-Manoir, Colombes | Tournoi des Cinq Nations |
| 75 | 19 janv. 1929 | Écosse         | 3    | 6      | Défaite  | Murrayfield Stadium, Édimbourg           | Tournoi des Cinq Nations |
| 76 | 23 fév. 1929  | Pays de Galles | 3    | 8      | Défaite  | Arms Park, Cardiff                       | Tournoi des Cinq Nations |
| 77 | 1er avr. 1929 | Angleterre     | 6    | 16     | Défaite  | Stade olympique Yves-du-Manoir, Colombes | Tournoi des Cinq Nations |
| 78 | 28 avr. 1929  | Allemagne      | 24   | 0      | Victoire | Stade olympique Yves-du-Manoir, Colombes | Test match               |

Bilan : 20% de victoires, 80% de défaites.

## 1930-1938
Bilan de la décennie: 21 matches, 16 victoires, 0 nul, 5 défaites; 76% de victoires.
En 1931, la France est exclue du Tournoi pour professionnalisme (paiement des joueurs, recrutement inter-clubs) et en raison du jeu violent lors de certains matchs.

### 1930
| N° | Date           | Opposition     | Pour | Contre | Résultat | Lieu                                     | Compétition              |
| -- | -------------- | -------------- | ---- | ------ | -------- | ---------------------------------------- | ------------------------ |
| 79 | 1er janv. 1930 | Écosse         | 7    | 3      | Victoire | Stade olympique Yves-du-Manoir, Colombes | Tournoi des Cinq Nations |
| 80 | 25 janv. 1930  | Irlande        | 5    | 0      | Victoire | Ravenhill Stadium, Belfast               | Tournoi des Cinq Nations |
| 81 | 22 fév. 1930   | Angleterre     | 5    | 11     | Défaite  | Stade de Twickenham, Londres             | Tournoi des Cinq Nations |
| 82 | 6 avr. 1930    | Allemagne      | 31   | 0      | Victoire | Berlin                                   | Test match               |
| 83 | 21 avr. 1930   | Pays de Galles | 0    | 11     | Défaite  | Stade olympique Yves-du-Manoir, Colombes | Tournoi des Cinq Nations |

Bilan : 60% de victoires, 40% de défaites.

### 1931
| N° | Date           | Opposition     | Pour | Contre | Résultat | Lieu                                     | Compétition              |
| -- | -------------- | -------------- | ---- | ------ | -------- | ---------------------------------------- | ------------------------ |
| 84 | 1er janv. 1931 | Irlande        | 3    | 0      | Victoire | Stade olympique Yves-du-Manoir, Colombes | Tournoi des Cinq Nations |
| 85 | 24 janv. 1931  | Écosse         | 4    | 6      | Défaite  | Murrayfield Stadium, Édimbourg           | Tournoi des Cinq Nations |
| 86 | 28 fév. 1931   | Pays de Galles | 3    | 35     | Défaite  | St Helen's, Swansea                      | Tournoi des Cinq Nations |
| 87 | 6 avr. 1931    | Angleterre     | 14   | 13     | Victoire | Stade olympique Yves-du-Manoir, Colombes | Tournoi des Cinq Nations |
| 88 | 19 avr. 1931   | Allemagne      | 34   | 0      | Victoire | Stade olympique Yves-du-Manoir, Colombes | Test match               |

Bilan : 60% de victoires, 40% de défaites.

### 1932
| N° | Date         | Opposition | Pour | Contre | Résultat | Lieu                  | Compétition |
| -- | ------------ | ---------- | ---- | ------ | -------- | --------------------- | ----------- |
| 89 | 17 avr. 1932 | Allemagne  | 20   | 4      | Victoire | Francfort-sur-le-Main | Test match  |

Bilan : 100% de victoires

### 1933
| N° | Date         | Opposition | Pour | Contre | Résultat | Lieu                    | Compétition |
| -- | ------------ | ---------- | ---- | ------ | -------- | ----------------------- | ----------- |
| 90 | 26 mars 1933 | Allemagne  | 38   | 17     | Victoire | Parc des Princes, Paris | Test match  |

Bilan : 100% de victoires.

### 1934
| N° | Date         | Opposition | Pour | Contre | Résultat | Lieu    | Compétition |
| -- | ------------ | ---------- | ---- | ------ | -------- | ------- | ----------- |
| 91 | 25 mars 1934 | Allemagne  | 13   | 9      | Victoire | Hanovre | Test match  |

Bilan : 100% de victoires.

### 1935
| N° | Date         | Opposition | Pour | Contre | Résultat | Lieu                    | Compétition |
| -- | ------------ | ---------- | ---- | ------ | -------- | ----------------------- | ----------- |
| 92 | 24 mars 1935 | Allemagne  | 18   | 3      | Victoire | Parc des Princes, Paris | Test match  |

Bilan : 100% de victoires.

### 1936
| N° | Date          | Opposition | Pour | Contre | Résultat | Lieu    | Compétition |
| -- | ------------- | ---------- | ---- | ------ | -------- | ------- | ----------- |
| 93 | 17 mai 1936   | Allemagne  | 19   | 14     | Victoire | Berlin  | Test match  |
| 94 | 1er nov. 1936 | Allemagne  | 6    | 3      | Victoire | Hanovre | Test match  |

Bilan : 100% de victoires.

### 1937
| N° | Date         | Opposition | Pour | Contre | Résultat | Lieu                    | Compétition |
| -- | ------------ | ---------- | ---- | ------ | -------- | ----------------------- | ----------- |
| 95 | 18 avr. 1937 | Allemagne  | 27   | 6      | Victoire | Parc des Princes, Paris | Test match  |
| 96 | 17 oct. 1937 | Italie     | 43   | 5      | Victoire | Parc des Princes, Paris | Test match  |

Bilan : 100% de victoires.

### 1938
| N° | Date         | Opposition | Pour | Contre | Résultat | Lieu                                                     | Compétition |
| -- | ------------ | ---------- | ---- | ------ | -------- | -------------------------------------------------------- | ----------- |
| 97 | 27 mars 1938 | Allemagne  | 0    | 3      | Défaite  | Francfort-sur-le-Main                                    | Test match  |
| 98 | 15 mai 1938  | Roumanie   | 11   | 8      | Victoire | Stadionul Agenţia Naţională de Educaţie Fizică, Bucarest | Test match  |
| 99 | 22 mai 1938  | Allemagne  | 8    | 5      | Victoire | Stadionul Agenţia Naţională de Educaţie Fizică, Bucarest | Test match  |

Bilan : 67% de victoires, 33% de défaites.

## 1940-1949
Bilan de la décennie : 23 matches, 13 victoires, 0 nul, 10 défaites; 57% de victoires.

### 1940
| N°  | Date         | Opposition      | Pour | Contre | Résultat | Lieu                    | Compétition |
| --- | ------------ | --------------- | ---- | ------ | -------- | ----------------------- | ----------- |
| 100 | 25 fév. 1940 | Grande-Bretagne | 3    | 36     | Défaite  | Parc des Princes, Paris | Test match  |

Bilan : 100% de défaites.

### 1945
| N°  | Date           | Opposition         | Pour | Contre | Résultat | Lieu                    | Compétition |
| --- | -------------- | ------------------ | ---- | ------ | -------- | ----------------------- | ----------- |
| 101 | 1er janv. 1945 | Army Rugby Union   | 21   | 9      | Victoire | Parc des Princes, Paris | Test match  |
| 102 | 28 avr. 1945   | Empire britannique | 6    | 27     | Défaite  | Richmond (Londres)      | Test match  |
| 103 | 22 déc. 1945   | Pays de Galles     | 0    | 8      | Défaite  | St Helens, Swansea      | Test match  |

Bilan : 33% de victoires, 67% de défaites.

### 1946
| N°  | Date           | Opposition               | Pour | Contre | Résultat | Lieu                                     | Compétition |
| --- | -------------- | ------------------------ | ---- | ------ | -------- | ---------------------------------------- | ----------- |
| 104 | 1er janv. 1946 | British Empire Services  | 10   | 0      | Victoire | Parc des Princes, Paris                  | Test match  |
| 105 | 26 janv. 1946  | Irlande                  | 4    | 3      | Victoire | Lansdowne Road, Dublin                   | Test match  |
| 106 | 10 mars 1946   | Kiwis (New Zealand Army) | 9    | 14     | Défaite  | Stade olympique Yves-du-Manoir, Colombes | Test match  |
| 107 | 22 avr. 1946   | Pays de Galles           | 12   | 0      | Victoire | Stade olympique Yves-du-Manoir, Colombes | Test match  |

Bilan : 75% de victoires, 25% de défaites.

### 1947
| N°  | Date           | Opposition     | Pour | Contre | Résultat | Lieu                                     | Compétition              |
| --- | -------------- | -------------- | ---- | ------ | -------- | ---------------------------------------- | ------------------------ |
| 108 | 1er janv. 1947 | Écosse         | 8    | 3      | Victoire | Stade olympique Yves-du-Manoir, Colombes | Tournoi des Cinq Nations |
| 109 | 25 janv. 1947  | Irlande        | 12   | 8      | Victoire | Lansdowne Road, Dublin                   | Tournoi des Cinq Nations |
| 110 | 22 mars 1947   | Pays de Galles | 0    | 3      | Défaite  | Stade olympique Yves-du-Manoir, Colombes | Tournoi des Cinq Nations |
| 111 | 19 avr. 1947   | Angleterre     | 3    | 6      | Défaite  | Stade de Twickenham, Londres             | Tournoi des Cinq Nations |

Bilan : 50% de victoires, 50% de défaites.

### 1948
| N°  | Date           | Opposition     | Pour | Contre | Résultat | Lieu                                     | Compétition              |
| --- | -------------- | -------------- | ---- | ------ | -------- | ---------------------------------------- | ------------------------ |
| 112 | 1er janv. 1948 | Irlande        | 6    | 13     | Défaite  | Stade olympique Yves-du-Manoir, Colombes | Tournoi des Cinq Nations |
| 113 | 11 janv. 1948  | Australie      | 13   | 6      | Victoire | Stade olympique Yves-du-Manoir, Colombes | Test match               |
| 114 | 24 janv. 1948  | Écosse         | 8    | 9      | Défaite  | Murrayfield Stadium, Édimbourg           | Tournoi des Cinq Nations |
| 115 | 21 fév. 1948   | Pays de Galles | 11   | 3      | Victoire | St Helen's, Swansea                      | Tournoi des Cinq Nations |
| 116 | 29 mars 1948   | Angleterre     | 15   | 0      | Victoire | Stade olympique Yves-du-Manoir, Colombes | Tournoi des Cinq Nations |

Bilan : 60% de victoires, 40% de défaites.

### 1949
| N°  | Date          | Opposition     | Pour | Contre | Résultat | Lieu                                     | Compétition              |
| --- | ------------- | -------------- | ---- | ------ | -------- | ---------------------------------------- | ------------------------ |
| 117 | 15 janv. 1949 | Écosse         | 0    | 8      | Défaite  | Stade olympique Yves-du-Manoir, Colombes | Tournoi des Cinq Nations |
| 118 | 29 janv. 1949 | Irlande        | 16   | 9      | Victoire | Lansdowne Road, Dublin                   | Tournoi des Cinq Nations |
| 119 | 27 fév. 1949  | Angleterre     | 3    | 8      | Défaite  | Stade de Twickenham, Londres             | Tournoi des Cinq Nations |
| 120 | 26 mars 1949  | Pays de Galles | 5    | 3      | Victoire | Stade olympique Yves-du-Manoir, Colombes | Tournoi des Cinq Nations |
| 121 | 28 août 1949  | Argentine      | 5    | 0      | Victoire | Estadio G.E.B.A, Buenos Aires            | Test match               |
| 122 | 4 sept. 1949  | Argentine      | 12   | 3      | Victoire | Estadio G.E.B.A, Buenos Aires            | Test match               |

Bilan : 67% de victoires, 33% de défaites.

## 1950-1959
Bilan de la décennie: 58 matches, 34 victoires, 3 nuls, 21 défaites; 59% de victoires.

### 1950
| N°  | Date          | Opposition     | Pour | Contre | Résultat | Lieu                                     | Compétition              |
| --- | ------------- | -------------- | ---- | ------ | -------- | ---------------------------------------- | ------------------------ |
| 123 | 14 janv. 1950 | Écosse         | 5    | 8      | Défaite  | Murrayfield Stadium, Édimbourg           | Tournoi des Cinq Nations |
| 124 | 28 janv. 1950 | Irlande        | 3    | 3      | Nul      | Stade olympique Yves-du-Manoir, Colombes | Tournoi des Cinq Nations |
| 125 | 25 fév. 1950  | Angleterre     | 6    | 3      | Victoire | Stade olympique Yves-du-Manoir, Colombes | Tournoi des Cinq Nations |
| 126 | 25 mars 1950  | Pays de Galles | 0    | 21     | Défaite  | Arms Park, Cardiff                       | Tournoi des Cinq Nations |

Bilan : 25% de victoires, 25% de nuls, 50% de défaites.

### 1951
| N°  | Date          | Opposition     | Pour | Contre | Résultat | Lieu                                     | Compétition              |
| --- | ------------- | -------------- | ---- | ------ | -------- | ---------------------------------------- | ------------------------ |
| 127 | 13 janv. 1951 | Écosse         | 14   | 12     | Victoire | Stade olympique Yves-du-Manoir, Colombes | Tournoi des Cinq Nations |
| 128 | 27 janv. 1951 | Irlande        | 8    | 9      | Défaite  | Lansdowne Road, Dublin                   | Tournoi des Cinq Nations |
| 129 | 24 fév. 1951  | Angleterre     | 11   | 3      | Victoire | Stade de Twickenham, Londres             | Tournoi des Cinq Nations |
| 130 | 7 avr. 1951   | Pays de Galles | 8    | 3      | Victoire | Stade olympique Yves-du-Manoir, Colombes | Tournoi des Cinq Nations |

Bilan : 75% de victoires, 25% de défaites.

### 1952
| N°  | Date          | Opposition     | Pour | Contre | Résultat | Lieu                                     | Compétition              |
| --- | ------------- | -------------- | ---- | ------ | -------- | ---------------------------------------- | ------------------------ |
| 131 | 12 janv. 1952 | Écosse         | 13   | 11     | Victoire | Murrayfield Stadium, Édimbourg           | Tournoi des Cinq Nations |
| 132 | 26 janv. 1952 | Irlande        | 8    | 11     | Défaite  | Stade olympique Yves-du-Manoir, Colombes | Tournoi des Cinq Nations |
| 133 | 16 fév. 1952  | Afrique du Sud | 3    | 25     | Défaite  | Stade olympique Yves-du-Manoir, Colombes | Test match               |
| 134 | 22 mars 1952  | Pays de Galles | 5    | 9      | Défaite  | St Helen's, Swansea                      | Tournoi des Cinq Nations |
| 135 | 5 avr. 1952   | Angleterre     | 3    | 6      | Défaite  | Stade olympique Yves-du-Manoir, Colombes | Tournoi des Cinq Nations |
| 136 | 17 mai 1952   | Italie         | 17   | 8      | Victoire | Arena Civica, Milan                      | Test match               |

Bilan : 33% de victoires, 67% de défaites.

### 1953
| N°  | Date          | Opposition     | Pour | Contre | Résultat | Lieu                                     | Compétition              |
| --- | ------------- | -------------- | ---- | ------ | -------- | ---------------------------------------- | ------------------------ |
| 137 | 10 janv. 1953 | Écosse         | 11   | 5      | Victoire | Stade olympique Yves-du-Manoir, Colombes | Tournoi des Cinq Nations |
| 138 | 24 janv. 1953 | Irlande        | 3    | 16     | Défaite  | Ravenhill Stadium, Belfast               | Tournoi des Cinq Nations |
| 139 | 28 fév. 1953  | Angleterre     | 0    | 11     | Défaite  | Stade de Twickenham, Londres             | Tournoi des Cinq Nations |
| 140 | 28 mars 1953  | Pays de Galles | 3    | 6      | Défaite  | Stade olympique Yves-du-Manoir, Colombes | Tournoi des Cinq Nations |
| 141 | 26 avr. 1953  | Italie         | 22   | 8      | Victoire | Lyon                                     | Test match               |

Bilan : 40% de victoires, 60% de défaites.

### 1954
| N°  | Date          | Opposition       | Pour | Contre | Résultat | Lieu                                     | Compétition              |
| --- | ------------- | ---------------- | ---- | ------ | -------- | ---------------------------------------- | ------------------------ |
| 142 | 9 janv. 1954  | Écosse           | 3    | 0      | Victoire | Murrayfield Stadium, Édimbourg           | Tournoi des Cinq Nations |
| 143 | 23 janv. 1954 | Irlande          | 8    | 0      | Victoire | Stade olympique Yves-du-Manoir, Colombes | Tournoi des Cinq Nations |
| 144 | 27 fév. 1954  | Nouvelle-Zélande | 3    | 0      | Victoire | Stade olympique Yves-du-Manoir, Colombes | Test match               |
| 145 | 27 mars 1954  | Pays de Galles   | 13   | 19     | Défaite  | Arms Park, Cardiff                       | Tournoi des Cinq Nations |
| 146 | 10 avr. 1954  | Angleterre       | 11   | 3      | Victoire | Stade olympique Yves-du-Manoir, Colombes | Tournoi des Cinq Nations |
| 147 | 24 avr. 1954  | Italie           | 39   | 12     | Victoire | Stade olympique, Rome                    | Test match               |
| 148 | 29 août 1954  | Argentine        | 22   | 8      | Victoire | Estadio G.E.B.A, Buenos Aires            | Test match               |
| 149 | 12 sept. 1954 | Argentine        | 30   | 3      | Victoire | Estadio G.E.B.A, Buenos Aires            | Test match               |

Bilan : 87,5% de victoires, 22,5% de défaites. Vainqueur du Tournoi des Cinq Nations 1954 partagé avec le pays de Galles et l'Angleterre.

### 1955
| N°  | Date          | Opposition     | Pour | Contre | Résultat | Lieu                                     | Compétition              |
| --- | ------------- | -------------- | ---- | ------ | -------- | ---------------------------------------- | ------------------------ |
| 150 | 8 janv. 1955  | Écosse         | 15   | 0      | Victoire | Stade olympique Yves-du-Manoir, Colombes | Tournoi des Cinq Nations |
| 151 | 22 janv. 1955 | Irlande        | 5    | 3      | Victoire | Lansdowne Road, Dublin                   | Tournoi des Cinq Nations |
| 152 | 26 fév. 1955  | Angleterre     | 16   | 9      | Victoire | Stade de Twickenham, Londres             | Tournoi des Cinq Nations |
| 153 | 26 mars 1955  | Pays de Galles | 11   | 16     | Défaite  | Stade olympique Yves-du-Manoir, Colombes | Tournoi des Cinq Nations |
| 154 | 10 avr. 1955  | Italie         | 24   | 0      | Victoire | Grenoble                                 | Test match               |

Bilan : 80% de victoires, 20% de défaites. Vainqueur du Tournoi des Cinq Nations 1955 partagé avec le pays de Galles.

### 1956
| N°  | Date          | Opposition      | Pour | Contre | Résultat | Lieu                                     | Compétition              |
| --- | ------------- | --------------- | ---- | ------ | -------- | ---------------------------------------- | ------------------------ |
| 155 | 14 janv. 1956 | Écosse          | 0    | 12     | Défaite  | Murrayfield Stadium, Édimbourg           | Tournoi des Cinq Nations |
| 156 | 28 janv. 1956 | Irlande         | 14   | 8      | Victoire | Stade olympique Yves-du-Manoir, Colombes | Tournoi des Cinq Nations |
| 157 | 24 mars 1956  | Pays de Galles  | 3    | 5      | Défaite  | Arms Park, Cardiff                       | Tournoi des Cinq Nations |
| 158 | 2 avr. 1956   | Italie          | 16   | 3      | Victoire | Padoue                                   | Test match               |
| 159 | 14 avr. 1956  | Angleterre      | 14   | 9      | Victoire | Stade olympique Yves-du-Manoir, Colombes | Tournoi des Cinq Nations |
| 160 | 16 déc. 1956  | Tchécoslovaquie | 28   | 3      | Victoire | Toulouse                                 | Test match               |

Bilan : 67% de victoires, 33% de défaites.

### 1957
| N°  | Date          | Opposition     | Pour | Contre | Résultat | Lieu                                     | Compétition              |
| --- | ------------- | -------------- | ---- | ------ | -------- | ---------------------------------------- | ------------------------ |
| 161 | 12 janv. 1957 | Écosse         | 0    | 6      | Défaite  | Stade olympique Yves-du-Manoir, Colombes | Tournoi des Cinq Nations |
| 162 | 26 janv. 1957 | Irlande        | 6    | 11     | Défaite  | Lansdowne Road, Dublin                   | Tournoi des Cinq Nations |
| 163 | 23 fév. 1957  | Angleterre     | 5    | 9      | Défaite  | Stade de Twickenham, Londres             | Tournoi des Cinq Nations |
| 164 | 23 mars 1957  | Pays de Galles | 13   | 19     | Défaite  | Stade olympique Yves-du-Manoir, Colombes | Tournoi des Cinq Nations |
| 165 | 21 avr. 1957  | Italie         | 38   | 6      | Victoire | Agen                                     | Test match               |
| 166 | 19 mai 1957   | Roumanie       | 18   | 15     | Victoire | Bucarest                                 | Test match               |
| 167 | 15 déc. 1957  | Roumanie       | 39   | 0      | Victoire | Bordeaux                                 | Test match               |

Bilan : 43% de victoires, 57% de défaites.

### 1958
| N°  | Date           | Opposition     | Pour | Contre | Résultat | Lieu                                     | Compétition              |
| --- | -------------- | -------------- | ---- | ------ | -------- | ---------------------------------------- | ------------------------ |
| 168 | 11 janv. 1958  | Écosse         | 9    | 11     | Défaite  | Murrayfield Stadium, Édimbourg           | Tournoi des Cinq Nations |
| 169 | 1er mars 1958  | Angleterre     | 0    | 14     | Défaite  | Stade olympique Yves-du-Manoir, Colombes | Tournoi des Cinq Nations |
| 170 | 9 mars 1958    | Australie      | 19   | 0      | Victoire | Stade olympique Yves-du-Manoir, Colombes | Test match               |
| 171 | 29 mars 1958   | Pays de Galles | 16   | 6      | Victoire | Arms Park, Cardiff                       | Tournoi des Cinq Nations |
| 172 | 7 avr. 1958    | Italie         | 11   | 3      | Victoire | Naples                                   | Test match               |
| 173 | 19 avr. 1958   | Irlande        | 11   | 6      | Victoire | Stade olympique Yves-du-Manoir, Colombes | Tournoi des Cinq Nations |
| 174 | 26 juill. 1958 | Afrique du Sud | 3    | 3      | Nul      | Newlands, Le Cap                         | Test match               |
| 175 | 16 août 1958   | Afrique du Sud | 9    | 5      | Victoire | Ellis Park, Johannesbourg                | Test match               |

Bilan : 62,5% de victoires, 12,5% de nuls, 25% de défaites.

### 1959
| N°  | Date          | Opposition     | Pour | Contre | Résultat | Lieu                                     | Compétition              |
| --- | ------------- | -------------- | ---- | ------ | -------- | ---------------------------------------- | ------------------------ |
| 176 | 10 janv. 1959 | Écosse         | 9    | 0      | Victoire | Stade olympique Yves-du-Manoir, Colombes | Tournoi des Cinq Nations |
| 177 | 28 fév. 1959  | Angleterre     | 3    | 3      | Nul      | Twickenham Stadium, Londres              | Tournoi des Cinq Nations |
| 178 | 29 mars 1959  | Italie         | 22   | 0      | Victoire | Stade Marcel Saupin, Nantes              | Test match               |
| 179 | 4 avr. 1959   | Pays de Galles | 11   | 3      | Victoire | Stade olympique Yves-du-Manoir, Colombes | Tournoi des Cinq Nations |
| 180 | 18 avr. 1959  | Irlande        | 5    | 9      | Défaite  | Lansdowne Road, Dublin                   | Tournoi des Cinq Nations |

Bilan : 60% de victoires, 20% de nuls, 20% de défaites.

## 1960-1969
Bilan de la décennie: 82 matches, 45 victoires, 10 nuls, 27 défaites; 55% de victoires.
Match 181 à 262.

## 1970-1979
Bilan de la décennie: 76 matches, 45 victoires, 8 nuls, 23 défaites; 59% de victoires. Match 263 â 338.

## 1980-1989
Bilan de la décennie: 83 matches, 48 victoires, 4 nuls, 31 défaites; 58% de victoires. Match 339 à 421.

### 1987
| Date         | Opposition       | Pour | Contre | Résultat | Lieu                         | Compétition                      |
| ------------ | ---------------- | ---- | ------ | -------- | ---------------------------- | -------------------------------- |
| 7 fév. 1987  | Pays de Galles   | 16   | 9      | Victoire | Parc des Princes, Paris      | Tournoi des Cinq Nations         |
| 21 fév. 1987 | Angleterre       | 19   | 15     | Victoire | Stade de Twickenham, Londres | Tournoi des Cinq Nations         |
| 7 mars 1987  | Écosse           | 28   | 22     | Victoire | Parc des Princes, Paris      | Tournoi des Cinq Nations         |
| 21 mars 1987 | Irlande          | 19   | 13     | Victoire | Lansdowne Road, Dublin       | Tournoi des Cinq Nations         |
| 23 mai 1987  | Écosse           | 20   | 20     | Nul      | Lancaster Park, Christchurch | Coupe du monde - phase de poules |
| 28 mai 1987  | Roumanie         | 55   | 12     | Victoire | Athletic Park, Wellington    | Coupe du monde - phase de poules |
| 2 juin 1987  | Zimbabwe         | 70   | 12     | Victoire | Eden Park, Auckland          | Coupe du monde - phase de poules |
| 7 juin 1987  | Fidji            | 31   | 16     | Victoire | Eden Park, Auckland          | Coupe du monde - quart de finale |
| 13 juin 1987 | Australie        | 30   | 24     | Victoire | Concord Oval, Sydney         | Coupe du monde - demi-finale     |
| 20 juin 1987 | Nouvelle-Zélande | 9    | 29     | Défaite  | Eden Park, Auckland          | Coupe du monde - finale          |
| 11 nov. 1987 | Roumanie         | 49   | 3      | Victoire | Stade Armandie, Agen         | Test match                       |

Bilan : 82% de victoires, 9% de nuls, 9% de défaites. Vainqueur du Tournoi des Cinq Nations 1987 (Grand Chelem). Finaliste de la Coupe du monde 1987.

### 1988
| Date          | Opposition     | Pour | Contre | Résultat | Lieu                                | Compétition              |
| ------------- | -------------- | ---- | ------ | -------- | ----------------------------------- | ------------------------ |
| 16 janv. 1988 | Angleterre     | 10   | 9      | Victoire | Parc des Princes, Paris             | Tournoi des Cinq Nations |
| 6 fév. 1988   | Écosse         | 12   | 23     | Défaite  | Murrayfield Stadium, Édimbourg      | Tournoi des Cinq Nations |
| 20 fév. 1988  | Irlande        | 25   | 6      | Victoire | Parc des Princes, Paris             | Tournoi des Cinq Nations |
| 19 mars 1988  | Pays de Galles | 10   | 9      | Victoire | Arms Park, Cardiff                  | Tournoi des Cinq Nations |
| 18 juin 1988  | Argentine      | 18   | 15     | Victoire | Stade José Amalfitani, Buenos Aires | Test match               |
| 25 juin 1988  | Argentine      | 6    | 18     | Défaite  | Stade José Amalfitani, Buenos Aires | Test match               |
| 5 nov. 1988   | Argentine      | 29   | 9      | Victoire | Stade de la Beaujoire, Nantes       | Test match               |
| 11 nov. 1988  | Argentine      | 28   | 18     | Victoire | Stadium Nord, Villeneuve-d'Ascq     | Test match               |
| 26 nov. 1988  | Roumanie       | 16   | 12     | Victoire | Stade Dinamo, Bucarest              | Test match               |

Bilan : 78% de victoires, 22% de défaites. Vainqueur du Tournoi des Cinq Nations 1988 partagé avec le pays de Galles.

### 1989
| Date            | Opposition       | Pour | Contre | Résultat | Lieu                            | Compétition              |
| --------------- | ---------------- | ---- | ------ | -------- | ------------------------------- | ------------------------ |
| 21 janv. 1989   | Irlande          | 26   | 21     | Victoire | Lansdowne Road, Dublin          | Tournoi des Cinq Nations |
| 18 fév. 1989    | Pays de Galles   | 31   | 12     | Victoire | Parc des Princes, Paris         | Tournoi des Cinq Nations |
| 4 mars 1989     | Angleterre       | 0    | 11     | Défaite  | Stade de Twickenham, Londres    | Tournoi des Cinq Nations |
| 18 mars 1989    | Écosse           | 19   | 3      | Victoire | Parc des Princes, Paris         | Tournoi des Cinq Nations |
| 17 juin 1989    | Nouvelle-Zélande | 17   | 25     | Défaite  | Lancaster Park, Christchurch    | Test match               |
| 1er juill. 1989 | Nouvelle-Zélande | 20   | 34     | Défaite  | Eden Park, Auckland             | Test match               |
| 4 oct. 1989     | Lions            | 27   | 29     | Défaite  | Parc des Princes, Paris         | Test match               |
| 4 nov. 1989     | Australie        | 15   | 32     | Défaite  | Stade de la Meinau, Strasbourg  | Test match               |
| 11 nov. 1989    | Australie        | 25   | 19     | Victoire | Stadium Nord, Villeneuve-d'Ascq | Test match               |

Bilan : 44% de victoires, 56% de défaites. Vainqueur du Tournoi des Cinq Nations 1989.

## 1990-1999
Bilan de la décennie: 113 matches, 73 victoires, 1 nuls, 39 défaites; 65% de victoires. Match 422 à 534.

### 1990
| Date          | Opposition       | Pour | Contre | Résultat | Lieu                           | Compétition              |
| ------------- | ---------------- | ---- | ------ | -------- | ------------------------------ | ------------------------ |
| 20 janv. 1990 | Pays de Galles   | 29   | 19     | Victoire | Arms Park, Cardiff             | Tournoi des Cinq Nations |
| 3 fév. 1990   | Angleterre       | 7    | 26     | Défaite  | Parc des Princes, Paris        | Tournoi des Cinq Nations |
| 17 fév. 1990  | Écosse           | 0    | 21     | Défaite  | Murrayfield Stadium, Édimbourg | Tournoi des Cinq Nations |
| 3 mars 1990   | Irlande          | 31   | 12     | Victoire | Parc des Princes, Paris        | Tournoi des Cinq Nations |
| 24 mai 1990   | Roumanie         | 6    | 12     | Défaite  | Stade du Moulias, Auch         | Test match               |
| 9 juin 1990   | Australie        | 9    | 21     | Défaite  | Aussie Stadium, Sydney         | Test match               |
| 24 juin 1990  | Australie        | 31   | 48     | Défaite  | Ballymore Stadium, Brisbane    | Test match               |
| 30 juin 1990  | Australie        | 28   | 19     | Victoire | Aussie Stadium, Sydney         | Test match               |
| 3 nov. 1990   | Nouvelle-Zélande | 3    | 24     | Défaite  | Stade de la Beaujoire, Nantes  | Test match               |
| 10 nov. 1990  | Nouvelle-Zélande | 12   | 30     | Défaite  | Parc des Princes, Paris        | Test match               |

Bilan : 30% de victoires, 70% de défaites.

### 1991
| Date           | Opposition     | Pour | Contre | Résultat | Lieu                              | Compétition                      |
| -------------- | -------------- | ---- | ------ | -------- | --------------------------------- | -------------------------------- |
| 19 janv. 1991  | Écosse         | 15   | 9      | Victoire | Parc des Princes, Paris           | Tournoi des Cinq Nations         |
| 2 fév. 1991    | Irlande        | 21   | 13     | Victoire | Lansdowne Road, Dublin            | Tournoi des Cinq Nations         |
| 2 mars 1991    | Pays de Galles | 36   | 3      | Victoire | Parc des Princes, Paris           | Tournoi des Cinq Nations         |
| 16 mars 1991   | Angleterre     | 19   | 21     | Défaite  | Stade de Twickenham, Londres      | Tournoi des Cinq Nations         |
| 22 juin 1991   | Roumanie       | 33   | 21     | Victoire | Stade Dinamo, Bucarest            | Test match                       |
| 13 juill. 1991 | États-Unis     | 41   | 29     | Victoire | Observatory Park, Denver          | Test match                       |
| 20 juill. 1991 | États-Unis     | 10   | 3      | Victoire | Colorado Springs                  | Test match                       |
| 4 sept. 1991   | Pays de Galles | 22   | 9      | Victoire | Arms Park, Cardiff                | Test match                       |
| 4 oct. 1991    | Roumanie       | 30   | 3      | Victoire | Stade de la Méditerranée, Béziers | Coupe du monde - phase de poules |
| 8 oct. 1991    | Fidji          | 33   | 9      | Victoire | Stade Lesdiguières, Grenoble      | Coupe du monde - phase de poules |
| 13 oct. 1991   | Canada         | 19   | 13     | Victoire | Stade Armandie, Agen              | Coupe du monde - phase de poules |
| 19 oct. 1991   | Angleterre     | 10   | 19     | Défaite  | Parc des Princes, Paris           | Coupe du monde - quart de finale |

Bilan : 83,3% de victoires, 16,7% de défaites. Deuxième du Tournoi des Six Nations 1991. Quart de finale de la Coupe du monde 1991.

### 1992
| Date           | Opposition     | Pour | Contre | Résultat | Lieu                                | Compétition              |
| -------------- | -------------- | ---- | ------ | -------- | ----------------------------------- | ------------------------ |
| 1er fév. 1992  | Pays de Galles | 12   | 9      | Victoire | Arms Park, Cardiff                  | Tournoi des Cinq Nations |
| 15 fév. 1992   | Angleterre     | 13   | 31     | Défaite  | Parc des Princes, Paris             | Tournoi des Cinq Nations |
| 7 mars 1992    | Écosse         | 6    | 10     | Défaite  | Murrayfield Stadium, Édimbourg      | Tournoi des Cinq Nations |
| 21 mars 1992   | Irlande        | 44   | 12     | Victoire | Parc des Princes, Paris             | Tournoi des Cinq Nations |
| 28 mai 1992    | Roumanie       | 25   | 6      | Victoire | Stade Jules-Deschaseaux, Le Havre   | Test match               |
| 4 juill. 1992  | Argentine      | 27   | 12     | Victoire | Stade José Amalfitani, Buenos Aires | Test match               |
| 11 juill. 1992 | Argentine      | 33   | 9      | Victoire | Stade José Amalfitani, Buenos Aires | Test match               |
| 17 oct. 1992   | Afrique du Sud | 15   | 20     | Défaite  | Stade de Gerland, Lyon              | Test match               |
| 24 oct. 1992   | Afrique du Sud | 29   | 16     | Victoire | Parc des Princes, Paris             | Test match               |
| 14 nov. 1992   | Argentine      | 20   | 24     | Défaite  | Stade de la Beaujoire, Nantes       | Test match               |

Bilan : 60% de victoires, 40% de défaites.

### 1993
| Date          | Opposition     | Pour | Contre | Résultat | Lieu                                          | Compétition              |
| ------------- | -------------- | ---- | ------ | -------- | --------------------------------------------- | ------------------------ |
| 16 janv. 1993 | Angleterre     | 15   | 16     | Défaite  | Stade de Twickenham, Londres                  | Tournoi des Cinq Nations |
| 6 fév. 1993   | Écosse         | 11   | 3      | Victoire | Parc des Princes, Paris                       | Tournoi des Cinq Nations |
| 20 fév. 1993  | Irlande        | 21   | 6      | Victoire | Lansdowne Road, Dublin                        | Tournoi des Cinq Nations |
| 20 mars 1993  | Pays de Galles | 26   | 10     | Victoire | Parc des Princes, Paris                       | Tournoi des Cinq Nations |
| 20 mai 1993   | Roumanie       | 37   | 20     | Victoire | Stade Dinamo, Bucarest                        | Test match               |
| 26 juin 1993  | Afrique du Sud | 20   | 20     | Nul      | Kings Park Stadium, Durban                    | Test match               |
| 3 juill. 1993 | Afrique du Sud | 18   | 17     | Victoire | Ellis Park Stadium, Johannesbourg             | Test match               |
| 17 oct. 1993  | Roumanie       | 51   | 0      | Victoire | Parc municipal des sports, Brive-la-Gaillarde | Test match               |
| 30 oct. 1993  | Australie      | 16   | 13     | Victoire | Parc Lescure, Bordeaux                        | Test match               |
| 6 nov. 1993   | Australie      | 3    | 24     | Défaite  | Parc des Princes, Paris                       | Test match               |

Bilan : 70% de victoires, 10% de nuls, 20% de défaites. Vainqueur du Tournoi des Cinq Nations 1993.

### 1994
| Date          | Opposition       | Pour | Contre | Résultat | Lieu                           | Compétition              |
| ------------- | ---------------- | ---- | ------ | -------- | ------------------------------ | ------------------------ |
| 15 janv. 1994 | Irlande          | 35   | 15     | Victoire | Parc des Princes, Paris        | Tournoi des Cinq Nations |
| 19 fév. 1994  | Pays de Galles   | 15   | 24     | Défaite  | Arms Park, Cardiff             | Tournoi des Cinq Nations |
| 5 mars 1994   | Angleterre       | 14   | 18     | Défaite  | Parc des Princes, Paris        | Tournoi des Cinq Nations |
| 19 mars 1994  | Écosse           | 20   | 12     | Victoire | Murrayfield Stadium, Édimbourg | Tournoi des Cinq Nations |
| 4 juin 1994   | Canada           | 16   | 18     | Défaite  | Twin Elm Rugby Park, Nepean    | Test match               |
| 26 juin 1994  | Nouvelle-Zélande | 22   | 8      | Victoire | Lancaster Park, Christchurch   | Test match               |
| 3 juill. 1994 | Nouvelle-Zélande | 23   | 20     | Victoire | Eden Park, Auckland            | Test match               |
| 17 déc. 1994  | Canada           | 28   | 9      | Victoire | Stade Léo-Lagrange, Besançon   | Test match               |

Bilan : 62,5% de victoires, 37,5% de défaites.

### 1995
| Date          | Opposition       | Pour | Contre | Résultat | Lieu                                                | Compétition                      |
| ------------- | ---------------- | ---- | ------ | -------- | --------------------------------------------------- | -------------------------------- |
| 21 janv. 1995 | Pays de Galles   | 21   | 9      | Victoire | Parc des Princes, Paris                             | Tournoi des Cinq Nations         |
| 4 fév. 1995   | Angleterre       | 10   | 31     | Défaite  | Stade de Twickenham, Londres                        | Tournoi des Cinq Nations         |
| 18 fév. 1995  | Écosse           | 21   | 23     | Défaite  | Parc des Princes, Paris                             | Tournoi des Cinq Nations         |
| 4 mars 1995   | Irlande          | 25   | 7      | Victoire | Lansdowne Road, Dublin                              | Tournoi des Cinq Nations         |
| 8 avr. 1995   | Roumanie         | 24   | 15     | Victoire | Stade Dinamo, Bucarest                              | Test match                       |
| 26 mai 1995   | Tonga            | 38   | 10     | Victoire | Loftus Versfeld Stadium, Pretoria                   | Coupe du monde - phase de poules |
| 30 mai 1995   | Côte d'Ivoire    | 54   | 18     | Victoire | Olympia Park, Rustenburg                            | Coupe du monde - phase de poules |
| 3 juin 1995   | Écosse           | 22   | 19     | Victoire | Loftus Versfeld Stadium, Pretoria                   | Coupe du monde - phase de poules |
| 10 juin 1995  | Irlande          | 36   | 12     | Victoire | Kings Park Stadium, Durban                          | Coupe du monde - quart de finale |
| 17 juin 1995  | Afrique du Sud   | 15   | 19     | Défaite  | Kings Park Stadium, Durban                          | Coupe du monde - demi-finale     |
| 22 juin 1995  | Angleterre       | 19   | 9      | Victoire | Loftus Versfeld Stadium, Pretoria                   | Coupe du monde - petite finale   |
| 14 oct. 1995  | Italie           | 34   | 22     | Victoire | Stade Ricardo Etcheverri, Buenos Aires              | Coupe latine                     |
| 17 oct. 1995  | Roumanie         | 52   | 8      | Victoire | Stade Monumental José Fierro, San Miguel de Tucumán | Coupe latine                     |
| 21 oct. 1995  | Argentine        | 47   | 12     | Victoire | Stade Ricardo Etcheverri, Buenos Aires              | Coupe latine                     |
| 11 nov. 1995  | Nouvelle-Zélande | 22   | 15     | Victoire | Stadium municipal, Toulouse                         | Test match                       |
| 18 nov. 1995  | Nouvelle-Zélande | 12   | 37     | Défaite  | Parc des Princes, Paris                             | Test match                       |

Bilan : 75% de victoires, 25% de défaites. Troisième de la Coupe du monde 1995.

### 1996
| Date          | Opposition     | Pour | Contre | Résultat | Lieu                                   | Compétition              |
| ------------- | -------------- | ---- | ------ | -------- | -------------------------------------- | ------------------------ |
| 20 janv. 1996 | Angleterre     | 15   | 12     | Victoire | Parc des Princes, Paris                | Tournoi des Cinq Nations |
| 3 fév. 1996   | Écosse         | 14   | 19     | Défaite  | Murrayfield Stadium, Édimbourg         | Tournoi des Cinq Nations |
| 17 fév. 1996  | Irlande        | 45   | 10     | Victoire | Parc des Princes, Paris                | Tournoi des Cinq Nations |
| 16 mars 1996  | Pays de Galles | 15   | 16     | Défaite  | Arms Park, Cardiff                     | Tournoi des Cinq Nations |
| 20 avr. 1996  | Roumanie       | 64   | 12     | Victoire | Stade Jean-Alric, Aurillac             | Test match               |
| 22 juin 1996  | Argentine      | 34   | 27     | Victoire | Stade Ricardo Etcheverri, Buenos Aires | Test match               |
| 29 juin 1996  | Argentine      | 34   | 15     | Victoire | Stade Ricardo Etcheverri, Buenos Aires | Test match               |
| 30 sept. 1996 | Pays de Galles | 40   | 33     | Victoire | Arms Park, Cardiff                     | Test match               |
| 30 nov. 1996  | Afrique du Sud | 12   | 22     | Défaite  | Parc Lescure, Bordeaux                 | Test match               |
| 7 déc. 1996   | Afrique du Sud | 12   | 13     | Défaite  | Parc des Princes, Paris                | Test match               |

Bilan : 60% de victoires, 40% de défaites.

### 1997
| Date          | Opposition     | Pour | Contre | Résultat | Lieu                           | Compétition              |
| ------------- | -------------- | ---- | ------ | -------- | ------------------------------ | ------------------------ |
| 18 janv. 1997 | Irlande        | 32   | 15     | Victoire | Lansdowne Road, Dublin         | Tournoi des Cinq Nations |
| 15 fév. 1997  | Pays de Galles | 27   | 22     | Victoire | Parc des Princes, Paris        | Tournoi des Cinq Nations |
| 1er mars 1997 | Angleterre     | 23   | 20     | Victoire | Stade de Twickenham, Londres   | Tournoi des Cinq Nations |
| 15 mars 1997  | Écosse         | 47   | 20     | Victoire | Parc des Princes, Paris        | Tournoi des Cinq Nations |
| 22 mars 1997  | Italie         | 32   | 40     | Défaite  | Stade Lesdiguières, Grenoble   | Test match               |
| 1er juin 1997 | Roumanie       | 51   | 20     | Victoire | Stade Dinamo, Bucarest         | Test match               |
| 21 juin 1997  | Australie      | 15   | 29     | Défaite  | Aussie Stadium, Sydney         | Test match               |
| 28 juin 1997  | Australie      | 19   | 26     | Défaite  | Ballymore Stadium, Brisbane    | Test match               |
| 18 oct. 1997  | Italie         | 30   | 19     | Victoire | Stade du Moulias, Auch         | Coupe latine             |
| 22 oct. 1997  | Roumanie       | 39   | 3      | Victoire | Stade Antoine-Béguère, Lourdes | Coupe latine             |
| 26 oct. 1997  | Argentine      | 32   | 27     | Victoire | Stade Maurice-Trélut, Tarbes   | Coupe latine             |
| 15 nov. 1997  | Afrique du Sud | 32   | 36     | Défaite  | Stade de Gerland, Lyon         | Test match               |
| 22 nov. 1997  | Afrique du Sud | 10   | 52     | Défaite  | Parc des Princes, Paris        | Test match               |

Bilan : 61,5% de victoires, 38,5% de défaites. Vainqueur du Tournoi des Cinq Nations 1997 (Grand Chelem).

### 1998
| Date         | Opposition     | Pour | Contre | Résultat | Lieu                                | Compétition              |
| ------------ | -------------- | ---- | ------ | -------- | ----------------------------------- | ------------------------ |
| 7 fév. 1998  | Angleterre     | 24   | 17     | Victoire | Stade de France, Saint-Denis        | Tournoi des Cinq Nations |
| 21 fév. 1998 | Écosse         | 51   | 16     | Victoire | Murrayfield Stadium, Édimbourg      | Tournoi des Cinq Nations |
| 7 mars 1998  | Irlande        | 18   | 16     | Victoire | Stade de France, Saint-Denis        | Tournoi des Cinq Nations |
| 4 avr. 1998  | Pays de Galles | 51   | 0      | Victoire | Stade de Wembley, Londres           | Tournoi des Cinq Nations |
| 13 juin 1998 | Argentine      | 35   | 18     | Victoire | Stade José Amalfitani, Buenos Aires | Test match               |
| 20 juin 1998 | Argentine      | 37   | 12     | Victoire | Stade José Amalfitani, Buenos Aires | Test match               |
| 27 juin 1998 | Fidji          | 34   | 9      | Victoire | Stade national, Suva                | Test match               |
| 14 nov. 1998 | Argentine      | 34   | 14     | Victoire | Stade de la Beaujoire, Nantes       | Test match               |
| 21 nov. 1998 | Australie      | 21   | 32     | Défaite  | Stade de France, Saint-Denis        | Test match               |

Bilan : 89% de victoires, 11% de défaites. Vainqueur du Tournoi des Cinq Nations 1998 (Grand Chelem).

### 1999
| Date         | Opposition       | Pour | Contre | Résultat | Lieu                               | Compétition                      |
| ------------ | ---------------- | ---- | ------ | -------- | ---------------------------------- | -------------------------------- |
| 6 fév. 1999  | Irlande          | 10   | 9      | Victoire | Lansdowne Road, Dublin             | Tournoi des Cinq Nations         |
| 6 mars 1999  | Pays de Galles   | 33   | 34     | Défaite  | Stade de France, Saint-Denis       | Tournoi des Cinq Nations         |
| 20 mars 1999 | Angleterre       | 10   | 21     | Défaite  | Stade de Twickenham, Londres       | Tournoi des Cinq Nations         |
| 10 avr. 1999 | Écosse           | 22   | 36     | Défaite  | Stade de France, Saint-Denis       | Tournoi des Cinq Nations         |
| 3 juin 1999  | Roumanie         | 62   | 8      | Victoire | Stade Pierre-Antoine, Castres      | Test match                       |
| 12 juin 1999 | Samoa            | 39   | 22     | Victoire | Apia Park, Apia                    | Test match                       |
| 16 juin 1999 | Tonga            | 16   | 20     | Défaite  | Teufaiva Sport Stadium, Nukuʻalofa | Test match                       |
| 26 juin 1999 | Nouvelle-Zélande | 7    | 54     | Défaite  | Athletic Park, Wellington          | Test match                       |
| 28 août 1999 | Pays de Galles   | 23   | 34     | Défaite  | Millennium Stadium, Cardiff        | Test match                       |
| 2 oct. 1999  | Canada           | 33   | 20     | Victoire | Stade de la Méditerranée, Béziers  | Coupe du monde - phase de poules |
| 8 oct. 1999  | Namibie          | 47   | 13     | Victoire | Parc Lescure, Bordeaux             | Coupe du monde - phase de poules |
| 16 oct. 1999 | Fidji            | 28   | 19     | Victoire | Stadium municipal, Toulouse        | Coupe du monde - phase de poules |
| 24 oct. 1999 | Argentine        | 47   | 26     | Victoire | Lansdowne Road, Dublin             | Coupe du monde - quart de finale |
| 31 oct. 1999 | Nouvelle-Zélande | 43   | 31     | Victoire | Stade de Twickenham, Londres       | Coupe du monde - demi-finale     |
| 6 nov. 1999  | Australie        | 12   | 35     | Défaite  | Millennium Stadium, Cardiff        | Coupe du monde - finale          |

Bilan : 53% de victoires, 47% de défaites. Finaliste de la Coupe du monde 1999.

## 2000-2009
Bilan de la décennie: 119 matches, 73 victoires, 2 nuls, 44 défaites; 61% de victoires. Match 535 à 653.

### 2000
| Date          | Opposition       | Pour | Contre | Résultat | Lieu                           | Compétition             |
| ------------- | ---------------- | ---- | ------ | -------- | ------------------------------ | ----------------------- |
| 5 fév. 2000   | Pays de Galles   | 36   | 3      | Victoire | Millennium Stadium, Cardiff    | Tournoi des Six Nations |
| 19 fév. 2000  | Angleterre       | 9    | 15     | Défaite  | Stade de France, Saint-Denis   | Tournoi des Six Nations |
| 4 mars 2000   | Écosse           | 28   | 16     | Victoire | Murrayfield Stadium, Édimbourg | Tournoi des Six Nations |
| 19 mars 2000  | Irlande          | 25   | 27     | Défaite  | Stade de France, Saint-Denis   | Tournoi des Six Nations |
| 1er avr. 2000 | Italie           | 42   | 31     | Victoire | Stade de France, Saint-Denis   | Tournoi des Six Nations |
| 28 mai 2000   | Roumanie         | 67   | 20     | Victoire | Stade Dinamo, Bucarest         | Test match              |
| 4 nov. 2000   | Australie        | 13   | 18     | Défaite  | Stade de France, Saint-Denis   | Test match              |
| 11 nov. 2000  | Nouvelle-Zélande | 26   | 39     | Défaite  | Stade de France, Saint-Denis   | Test match              |
| 18 nov. 2000  | Nouvelle-Zélande | 42   | 33     | Victoire | Stade Vélodrome, Marseille     | Test match              |

Bilan : 55,5% de victoires, 44,5% de défaites.

### 2001
| Date         | Opposition       | Pour | Contre | Résultat | Lieu                                   | Compétition             |
| ------------ | ---------------- | ---- | ------ | -------- | -------------------------------------- | ----------------------- |
| 4 fév. 2001  | Écosse           | 16   | 6      | Victoire | Stade de France, Saint-Denis           | Tournoi des Six Nations |
| 17 fév. 2001 | Irlande          | 15   | 22     | Défaite  | Lansdowne Road, Dublin                 | Tournoi des Six Nations |
| 3 mars 2001  | Italie           | 30   | 19     | Victoire | Stade Flaminio, Rome                   | Tournoi des Six Nations |
| 17 mars 2001 | Pays de Galles   | 35   | 43     | Défaite  | Stade de France, Saint-Denis           | Tournoi des Six Nations |
| 7 avr. 2001  | Angleterre       | 19   | 48     | Défaite  | Stade de Twickenham, Londres           | Tournoi des Six Nations |
| 16 juin 2001 | Afrique du Sud   | 32   | 23     | Victoire | Ellis Park Stadium, Johannesbourg      | Test match              |
| 23 juin 2001 | Afrique du Sud   | 15   | 20     | Défaite  | ABSA Stadium, Durban                   | Test match              |
| 30 juin 2001 | Nouvelle-Zélande | 12   | 37     | Défaite  | Westpac Trust Stadium, Wellington      | Test match              |
| 10 nov. 2001 | Afrique du Sud   | 20   | 10     | Victoire | Stade de France, Saint-Denis           | Test match              |
| 17 nov. 2001 | Australie        | 14   | 13     | Victoire | Stade Vélodrome, Marseille             | Test match              |
| 24 nov. 2001 | Fidji            | 77   | 10     | Victoire | Stade Geoffroy-Guichard, Saint-Étienne | Test match              |

Bilan : 54,5% de victoires, 45,5% de défaites.

### 2002
| Date         | Opposition       | Pour | Contre | Résultat | Lieu                                | Compétition             |
| ------------ | ---------------- | ---- | ------ | -------- | ----------------------------------- | ----------------------- |
| 2 fév. 2002  | Italie           | 33   | 12     | Victoire | Stade de France, Saint-Denis        | Tournoi des Six Nations |
| 16 fév. 2002 | Pays de Galles   | 37   | 33     | Victoire | Millennium Stadium, Cardiff         | Tournoi des Six Nations |
| 2 mars 2002  | Angleterre       | 20   | 15     | Victoire | Stade de France, Saint-Denis        | Tournoi des Six Nations |
| 23 mars 2002 | Écosse           | 22   | 10     | Victoire | Murrayfield Stadium, Édimbourg      | Tournoi des Six Nations |
| 6 avr. 2002  | Irlande          | 44   | 5      | Victoire | Stade de France, Saint-Denis        | Tournoi des Six Nations |
| 15 juin 2002 | Argentine        | 27   | 28     | Défaite  | Stade José Amalfitani, Buenos Aires | Test match              |
| 22 juin 2002 | Australie        | 17   | 29     | Défaite  | Telstra Dome, Melbourne             | Test match              |
| 29 juin 2002 | Australie        | 25   | 31     | Défaite  | Stadium Australia, Sydney           | Test match              |
| 9 nov. 2002  | Afrique du Sud   | 30   | 10     | Victoire | Stade Vélodrome, Marseille          | Test match              |
| 16 nov. 2002 | Nouvelle-Zélande | 20   | 20     | Nul      | Stade de France, Saint-Denis        | Test match              |
| 23 nov. 2002 | Canada           | 35   | 3      | Victoire | Stade de France, Saint-Denis        | Test match              |

Bilan : 64% de victoires, 9% de nuls, 27% de défaites. Vainqueur du Tournoi des Six Nations 2002 (Grand Chelem).

### 2003
| Date         | Opposition       | Pour | Contre | Résultat | Lieu                                | Compétition                      |
| ------------ | ---------------- | ---- | ------ | -------- | ----------------------------------- | -------------------------------- |
| 15 fév. 2003 | Angleterre       | 25   | 17     | Défaite  | Stade de Twickenham, Londres        | Tournoi des Six Nations          |
| 23 fév. 2003 | Écosse           | 38   | 3      | Victoire | Stade de France, Saint-Denis        | Tournoi des Six Nations          |
| 8 mars 2003  | Irlande          | 12   | 15     | Défaite  | Lansdowne Road, Dublin              | Tournoi des Six Nations          |
| 23 mars 2003 | Italie           | 53   | 27     | Victoire | Stade Flaminio, Rome                | Tournoi des Six Nations          |
| 29 mars 2003 | Pays de Galles   | 33   | 5      | Victoire | Stade de France, Saint-Denis        | Tournoi des Six Nations          |
| 14 juin 2003 | Argentine        | 6    | 10     | Défaite  | Stade José Amalfitani, Buenos Aires | Test match                       |
| 20 juin 2003 | Argentine        | 32   | 33     | Défaite  | Stade José Amalfitani, Buenos Aires | Test match                       |
| 28 juin 2003 | Nouvelle-Zélande | 23   | 31     | Défaite  | Jade Stadium, Christchurch          | Test match                       |
| 22 août 2003 | Roumanie         | 56   | 8      | Victoire | Stade Bollaert, Lens                | Test match                       |
| 30 août 2003 | Angleterre       | 17   | 16     | Victoire | Stade Vélodrome, Marseille          | Test match                       |
| 6 sept. 2003 | Angleterre       | 14   | 45     | Défaite  | Stade de Twickenham, Londres        | Test match                       |
| 11 oct. 2003 | Fidji            | 61   | 18     | Victoire | Suncorp Stadium, Brisbane           | Coupe du monde - phase de poules |
| 18 oct. 2003 | Japon            | 51   | 29     | Victoire | Dairy Farmers Stadium, Townsville   | Coupe du monde - phase de poules |
| 25 oct. 2003 | Écosse           | 51   | 9      | Victoire | Telstra Stadium, Sydney             | Coupe du monde - phase de poules |
| 31 oct. 2003 | États-Unis       | 41   | 14     | Victoire | WIN Stadium, Wollongong             | Coupe du monde - phase de poules |
| 9 nov. 2003  | Irlande          | 43   | 21     | Victoire | Telstra Dome, Melbourne             | Coupe du monde - quart de finale |
| 16 nov. 2003 | Angleterre       | 7    | 24     | Défaite  | Telstra Stadium, Sydney             | Coupe du monde - demi-finale     |
| 20 nov. 2003 | Nouvelle-Zélande | 13   | 40     | Défaite  | Telstra Stadium, Sydney             | Coupe du monde - petite finale   |

Bilan : 56% de victoire, 44% de défaite. Quatrième de la Coupe du monde 2003.

### 2004
| Date           | Opposition       | Pour | Contre | Résultat | Lieu                           | Compétition             |
| -------------- | ---------------- | ---- | ------ | -------- | ------------------------------ | ----------------------- |
| 14 fév. 2004   | Irlande          | 35   | 17     | Victoire | Stade de France, Saint-Denis   | Tournoi des Six Nations |
| 21 fév. 2004   | Italie           | 25   | 0      | Victoire | Stade de France, Saint-Denis   | Tournoi des Six Nations |
| 7 mars 2004    | Pays de Galles   | 29   | 22     | Victoire | Millennium Stadium, Cardiff    | Tournoi des Six Nations |
| 21 mars 2004   | Écosse           | 31   | 0      | Victoire | Murrayfield Stadium, Édimbourg | Tournoi des Six Nations |
| 27 mars 2004   | Angleterre       | 24   | 21     | Victoire | Stade de France, Saint-Denis   | Tournoi des Six Nations |
| 3 juill. 2004  | États-Unis       | 39   | 31     | Victoire | Dillon Stadium, Hartford       | Test match              |
| 10 juill. 2004 | Canada           | 47   | 13     | Victoire | York Stadium, Toronto          | Test match              |
| 13 nov. 2004   | Australie        | 27   | 14     | Victoire | Stade de France, Saint-Denis   | Test match              |
| 20 nov. 2004   | Argentine        | 14   | 24     | Défaite  | Stade Vélodrome, Marseille     | Test match              |
| 27 nov. 2004   | Nouvelle-Zélande | 6    | 45     | Défaite  | Stade de France, Saint-Denis   | Test match              |

Bilan : 80% de victoires, 20% de défaites. Vainqueur du Tournoi des Six Nations 2004 (Grand Chelem).

### 2005
| N°  | Date          | Opposition     | Pour | Contre | Résultat | Lieu                          | Compétition             |
| --- | ------------- | -------------- | ---- | ------ | -------- | ----------------------------- | ----------------------- |
| 594 | 5 fév. 2005   | Écosse         | 16   | 9      | Victoire | Stade de France, Saint-Denis  | Tournoi des Six Nations |
| 595 | 13 fév. 2005  | Angleterre     | 18   | 17     | Victoire | Stade de Twickenham, Londres  | Tournoi des Six Nations |
| 596 | 26 fév. 2005  | Pays de Galles | 18   | 24     | Défaite  | Stade de France, Saint-Denis  | Tournoi des Six Nations |
| 597 | 12 mars 2005  | Irlande        | 29   | 16     | Victoire | Lansdowne Road, Dublin        | Tournoi des Six Nations |
| 598 | 19 mars 2005  | Italie         | 56   | 13     | Victoire | Stade Flaminio, Rome          | Tournoi des Six Nations |
| 599 | 18 juin 2005  | Afrique du Sud | 30   | 30     | Nul      | ABSA Stadium, Durban          | Test match              |
| 600 | 25 juin 2005  | Afrique du Sud | 13   | 27     | Défaite  | EPRFU Stadium, Port Elizabeth | Test match              |
| 601 | 2 juill. 2005 | Australie      | 31   | 37     | Défaite  | Suncorp Stadium, Brisbane     | Test match              |
| 602 | 5 nov. 2005   | Australie      | 26   | 16     | Victoire | Stade Vélodrome, Marseille    | Test match              |
| 603 | 12 nov. 2005  | Canada         | 50   | 6      | Victoire | Stade de la Beaujoire, Nantes | Test match              |
| 604 | 19 nov. 2005  | Tonga          | 43   | 8      | Victoire | Stadium municipal, Toulouse   | Test match              |
| 605 | 26 nov. 2005  | Afrique du Sud | 26   | 20     | Victoire | Stade de France, Saint-Denis  | Test match              |

Bilan : 67% de victoires, 12% de nuls, 25% de défaites

### 2006
| N°  | Date         | Opposition       | Pour | Contre | Résultat | Lieu                           | Compétition             |
| --- | ------------ | ---------------- | ---- | ------ | -------- | ------------------------------ | ----------------------- |
| 606 | 5 fév. 2006  | Écosse           | 16   | 20     | Défaite  | Murrayfield Stadium, Édimbourg | Tournoi des Six Nations |
| 607 | 11 fév. 2006 | Irlande          | 43   | 31     | Victoire | Stade de France, Saint-Denis   | Tournoi des Six Nations |
| 608 | 25 fév. 2006 | Italie           | 37   | 12     | Victoire | Stade de France, Saint-Denis   | Tournoi des Six Nations |
| 609 | 12 mars 2006 | Angleterre       | 31   | 6      | Victoire | Stade de France, Saint-Denis   | Tournoi des Six Nations |
| 610 | 18 mars 2006 | Pays de Galles   | 21   | 16     | Victoire | Millennium Stadium, Cardiff    | Tournoi des Six Nations |
| 611 | 17 juin 2006 | Roumanie         | 62   | 14     | Victoire | Stade Cotroceni, Bucarest      | Test match              |
| 612 | 24 juin 2006 | Afrique du Sud   | 36   | 26     | Victoire | Newlands Stadium, Le Cap       | Test match              |
| 613 | 11 nov. 2006 | Nouvelle-Zélande | 3    | 47     | Défaite  | Stade de Gerland, Lyon         | Test match              |
| 614 | 18 nov. 2006 | Nouvelle-Zélande | 11   | 23     | Défaite  | Stade de France, Saint-Denis   | Test match              |
| 615 | 25 nov. 2006 | Argentine        | 27   | 26     | Victoire | Stade de France, Saint-Denis   | Test match              |

Bilan : 70% de victoires, 30% de défaites. Vainqueur du Tournoi des Six Nations 2006.

### 2007
| N°  | Date          | Opposition       | Pour | Contre | Résultat | Lieu                         | Compétition                      |
| --- | ------------- | ---------------- | ---- | ------ | -------- | ---------------------------- | -------------------------------- |
| 616 | 3 fév. 2007   | Italie           | 39   | 3      | Victoire | Stade Flaminio, Rome         | Tournoi des Six Nations          |
| 617 | 11 fév. 2007  | Irlande          | 20   | 17     | Victoire | Croke Park, Dublin           | Tournoi des Six Nations          |
| 618 | 24 fév. 2007  | Pays de Galles   | 32   | 21     | Victoire | Stade de France, Saint-Denis | Tournoi des Six Nations          |
| 619 | 11 mars 2007  | Angleterre       | 18   | 26     | Défaite  | Stade de Twickenham, Londres | Tournoi des Six Nations          |
| 620 | 19 mars 2007  | Écosse           | 46   | 19     | Victoire | Stade de France, Saint-Denis | Tournoi des Six Nations          |
| 621 | 2 juin 2007   | Nouvelle-Zélande | 11   | 42     | Défaite  | Eden Park, Auckland          | Test match                       |
| 622 | 9 juin 2007   | Nouvelle-Zélande | 10   | 61     | Défaite  | Westpac Stadium, Wellington  | Test match                       |
| 623 | 11 août 2007  | Angleterre       | 21   | 15     | Victoire | Stade de Twickenham, Londres | Test match                       |
| 624 | 18 août 2007  | Angleterre       | 22   | 9      | Victoire | Stade Vélodrome, Marseille   | Test match                       |
| 625 | 26 août 2007  | Pays de Galles   | 34   | 7      | Victoire | Millennium Stadium, Cardiff  | Test match                       |
| 626 | 7 sept. 2007  | Argentine        | 12   | 17     | Défaite  | Stade de France, Saint-Denis | Coupe du monde - phase de poules |
| 627 | 13 sept. 2007 | Namibie          | 87   | 10     | Victoire | Stadium municipal, Toulouse  | Coupe du monde - phase de poules |
| 628 | 21 sept. 2007 | Irlande          | 25   | 3      | Victoire | Stade de France, Saint-Denis | Coupe du monde - phase de poules |
| 629 | 27 sept. 2007 | Géorgie          | 64   | 7      | Victoire | Stade Vélodrome, Marseille   | Coupe du monde - phase de poules |
| 630 | 6 oct. 2007   | Nouvelle-Zélande | 20   | 18     | Victoire | Millennium Stadium, Cardiff  | Coupe du monde - quart de finale |
| 631 | 13 oct. 2007  | Angleterre       | 9    | 14     | Défaite  | Stade de France, Saint-Denis | Coupe du monde - demi-finale     |
| 632 | 19 oct. 2007  | Argentine        | 10   | 34     | Défaite  | Parc des Princes, Paris      | Coupe du monde - petite finale   |

Bilan : 65% de victoire, 35% de défaite. Vainqueur du Tournoi des Six Nations 2007. Quatrième de la Coupe du monde 2007.

### 2008
| N°  | Date          | Opposition        | Pour | Contre | Résultat | Lieu                             | Compétition             |
| --- | ------------- | ----------------- | ---- | ------ | -------- | -------------------------------- | ----------------------- |
| 633 | 3 fév. 2008   | Écosse            | 27   | 6      | Victoire | Murrayfield Stadium, Édimbourg   | Tournoi des Six Nations |
| 634 | 9 fév. 2008   | Irlande           | 26   | 21     | Victoire | Stade de France, Saint-Denis     | Tournoi des Six Nations |
| 635 | 23 fév. 2008  | Angleterre        | 13   | 24     | Défaite  | Stade de France, Saint-Denis     | Tournoi des Six Nations |
| 636 | 9 mars 2008   | Italie            | 25   | 13     | Victoire | Stade de France, Saint-Denis     | Tournoi des Six Nations |
| 637 | 15 mars 2008  | Pays de Galles    | 12   | 29     | Défaite  | Millennium Stadium, Cardiff      | Tournoi des Six Nations |
| 638 | 28 juin 2008  | Australie         | 13   | 34     | Défaite  | ANZ Stadium, Sydney              | Test match              |
| 639 | 5 juill. 2008 | Australie         | 10   | 40     | Défaite  | Suncorp Stadium, Brisbane        | Test match              |
| 640 | 8 nov. 2008   | Argentine         | 12   | 6      | Victoire | Stade Vélodrome, Marseille       | Test match              |
| 641 | 15 nov. 2008  | Pacific Islanders | 42   | 17     | Victoire | Stade Auguste-Bonal, Montbéliard | Test match              |
| 642 | 22 nov. 2008  | Australie         | 13   | 18     | Défaite  | Stade de France, Saint-Denis     | Test match              |

Bilan : 50% de victoires, 50% de défaites.

### 2009
| N°  | Date         | Opposition       | Pour | Contre | Résultat | Lieu                         | Compétition             |
| --- | ------------ | ---------------- | ---- | ------ | -------- | ---------------------------- | ----------------------- |
| 643 | 7 fév. 2009  | Irlande          | 21   | 30     | Défaite  | Croke Park, Dublin           | Tournoi des Six Nations |
| 644 | 14 fév. 2009 | Écosse           | 22   | 13     | Victoire | Stade de France, Saint-Denis | Tournoi des Six Nations |
| 645 | 27 fév. 2009 | Pays de Galles   | 21   | 16     | Victoire | Stade de France, Saint-Denis | Tournoi des Six Nations |
| 646 | 15 mars 2009 | Angleterre       | 10   | 34     | Défaite  | Stade de Twickenham, Londres | Tournoi des Six Nations |
| 647 | 21 mars 2009 | Italie           | 50   | 8      | Victoire | Stade Flaminio, Rome         | Tournoi des Six Nations |
| 648 | 13 juin 2009 | Nouvelle-Zélande | 27   | 22     | Victoire | Carisbrook, Dunedin          | Test match              |
| 649 | 20 juin 2009 | Nouvelle-Zélande | 10   | 14     | Défaite  | Westpac Stadium, Wellington  | Test match              |
| 650 | 27 juin 2009 | Australie        | 6    | 22     | Défaite  | ANZ Stadium, Sydney          | Test match              |
| 651 | 13 nov. 2009 | Afrique du Sud   | 20   | 13     | Victoire | Stadium municipal, Toulouse  | Test match              |
| 652 | 21 nov. 2009 | Samoa            | 43   | 5      | Victoire | Stade de France, Saint-Denis | Test match              |
| 653 | 28 nov. 2009 | Nouvelle-Zélande | 12   | 39     | Défaite  | Stade Vélodrome, Marseille   | Test match              |

Bilan : 54,5% de victoires, 45,5% de défaites.

## 2010-2019
Bilan de la décennie: 113 matches, 53 victoires, 3 nuls, 57 défaites; 47% de victoires. Match 654 à 766

### 2010
| N°  | Date         | Opposition     | Pour | Contre | Résultat | Lieu                                | Compétition             |
| --- | ------------ | -------------- | ---- | ------ | -------- | ----------------------------------- | ----------------------- |
| 654 | 7 fév. 2010  | Écosse         | 18   | 9      | Victoire | Murrayfield Stadium, Édimbourg      | Tournoi des Six Nations |
| 655 | 13 fév. 2010 | Irlande        | 33   | 10     | Victoire | Stade de France, Saint-Denis        | Tournoi des Six Nations |
| 656 | 26 fév. 2010 | Pays de Galles | 26   | 20     | Victoire | Millennium Stadium, Cardiff         | Tournoi des Six Nations |
| 657 | 14 mars 2010 | Italie         | 46   | 20     | Victoire | Stade de France, Saint-Denis        | Tournoi des Six Nations |
| 658 | 20 mars 2010 | Angleterre     | 12   | 10     | Victoire | Stade de France, Saint-Denis        | Tournoi des Six Nations |
| 659 | 11 juin 2010 | Afrique du Sud | 17   | 42     | Défaite  | Newlands Stadium, Le Cap            | Test match              |
| 660 | 26 juin 2010 | Argentine      | 13   | 41     | Défaite  | Stade José Amalfitani, Buenos Aires | Test match              |
| 661 | 13 nov. 2010 | Fidji          | 34   | 12     | Victoire | Stade de la Beaujoire, Nantes       | Test match              |
| 662 | 20 nov. 2010 | Argentine      | 15   | 9      | Victoire | Stade de la Mosson, Montpellier     | Test match              |
| 663 | 27 nov. 2010 | Australie      | 16   | 59     | Défaite  | Stade de France, Saint-Denis        | Test match              |

Bilan : 70% de victoires, 30% de défaites. Vainqueur du Tournoi des Six Nations 2010 (Grand Chelem).

### 2011
| N°  | Date          | Opposition       | Pour | Contre | Résultat | Lieu                                    | Compétition                      |
| --- | ------------- | ---------------- | ---- | ------ | -------- | --------------------------------------- | -------------------------------- |
| 664 | 5 fév. 2011   | Écosse           | 34   | 21     | Victoire | Stade de France, Saint-Denis            | Tournoi des Six Nations          |
| 665 | 13 fév. 2011  | Irlande          | 25   | 22     | Victoire | Aviva Stadium, Dublin                   | Tournoi des Six Nations          |
| 666 | 26 fév. 2011  | Angleterre       | 9    | 17     | Défaite  | Stade de Twickenham, Londres            | Tournoi des Six Nations          |
| 667 | 12 mars 2011  | Italie           | 21   | 22     | Défaite  | Stade olympique, Rome                   | Tournoi des Six Nations          |
| 668 | 19 mars 2011  | Pays de Galles   | 28   | 9      | Victoire | Stade de France, Saint-Denis            | Tournoi des Six Nations          |
| 669 | 13 août 2011  | Irlande          | 19   | 12     | Victoire | Stade Chaban-Delmas, Bordeaux           | Test match                       |
| 670 | 20 août 2011  | Irlande          | 26   | 22     | Victoire | Aviva Stadium, Dublin                   | Test match                       |
| 671 | 10 sept. 2011 | Japon            | 47   | 21     | Victoire | North Harbour Stadium, North Shore City | Coupe du monde - phase de poules |
| 672 | 18 sept. 2011 | Canada           | 49   | 19     | Victoire | McLean Park, Napier                     | Coupe du monde - phase de poules |
| 673 | 24 sept. 2011 | Nouvelle-Zélande | 17   | 37     | Défaite  | Eden Park, Auckland                     | Coupe du monde - phase de poules |
| 674 | 1er oct. 2011 | Tonga            | 14   | 19     | Défaite  | Westpac Stadium, Wellington             | Coupe du monde - phase de poules |
| 675 | 6 oct. 2011   | Angleterre       | 19   | 12     | Victoire | Eden Park, Auckland                     | Coupe du monde - quart de finale |
| 676 | 15 oct. 2011  | Pays de Galles   | 9    | 8      | Victoire | Eden Park, Auckland                     | Coupe du monde - demi-finale     |
| 677 | 23 oct. 2011  | Nouvelle-Zélande | 7    | 8      | Défaite  | Eden Park, Auckland                     | Coupe du monde - finale          |

Bilan : 64% de victoires, 36% de défaites. Finaliste de la Coupe du monde 2011.

### 2012
| N°  | Date         | Opposition     | Pour | Contre | Résultat | Lieu                                                | Compétition             |
| --- | ------------ | -------------- | ---- | ------ | -------- | --------------------------------------------------- | ----------------------- |
| 678 | 4 fév. 2012  | Italie         | 30   | 12     | Victoire | Stade de France, Saint-Denis                        | Tournoi des Six Nations |
| 679 | 26 fév. 2012 | Écosse         | 23   | 17     | Victoire | Murrayfield Stadium, Édimbourg                      | Tournoi des Six Nations |
| 680 | 4 mars 2012  | Irlande        | 17   | 17     | Nul      | Stade de France, Saint-Denis                        | Tournoi des Six Nations |
| 681 | 11 mars 2012 | Angleterre     | 22   | 24     | Défaite  | Stade de France, Saint-Denis                        | Tournoi des Six Nations |
| 682 | 17 mars 2012 | Pays de Galles | 9    | 16     | Défaite  | Millennium Stadium, Cardiff                         | Tournoi des Six Nations |
| 683 | 16 juin 2012 | Argentine      | 20   | 23     | Défaite  | Stade Mario Alberto Kempes, Cordoba                 | Test match              |
| 684 | 23 juin 2012 | Argentine      | 49   | 10     | Victoire | Stade Monumental José Fierro, San Miguel de Tucumán | Test match              |
| 685 | 10 nov. 2012 | Australie      | 33   | 6      | Victoire | Stade de France, Saint-Denis                        | Test match              |
| 686 | 17 nov. 2012 | Argentine      | 39   | 22     | Victoire | Stade Pierre-Mauroy, Villeneuve-d'Ascq              | Test match              |
| 687 | 24 nov. 2012 | Samoa          | 22   | 14     | Victoire | Stade de France, Saint-Denis                        | Test match              |

Bilan : 60% de victoires, 10% de nuls, 30% de défaites. Quatrième du Tournoi des Six Nations 2012.

### 2013
| N°  | Date         | Opposition       | Pour | Contre | Résultat | Lieu                            | Compétition             |
| --- | ------------ | ---------------- | ---- | ------ | -------- | ------------------------------- | ----------------------- |
| 688 | 3 fév. 2013  | Italie           | 18   | 23     | Défaite  | Stade olympique, Rome           | Tournoi des Six Nations |
| 689 | 9 fév. 2013  | Pays de Galles   | 6    | 16     | Défaite  | Stade de France, Saint-Denis    | Tournoi des Six Nations |
| 690 | 23 fév. 2013 | Angleterre       | 13   | 23     | Défaite  | Stade de Twickenham, Londres    | Tournoi des Six Nations |
| 691 | 9 mars 2013  | Irlande          | 13   | 13     | Nul      | Aviva Stadium, Dublin           | Tournoi des Six Nations |
| 692 | 16 mars 2013 | Écosse           | 23   | 16     | Victoire | Stade de France, Saint-Denis    | Tournoi des Six Nations |
| 693 | 8 juin 2013  | Nouvelle-Zélande | 13   | 23     | Défaite  | Eden Park, Auckland             | Test match              |
| 694 | 15 juin 2013 | Nouvelle-Zélande | 0    | 30     | Défaite  | Rugby League Park, Christchurch | Test match              |
| 695 | 22 juin 2013 | Nouvelle-Zélande | 9    | 24     | Défaite  | Yarrow Stadium, New Plymouth    | Test match              |
| 696 | 9 nov. 2013  | Nouvelle-Zélande | 19   | 26     | Défaite  | Stade de France, Saint-Denis    | Test match              |
| 697 | 16 nov. 2013 | Tonga            | 38   | 18     | Victoire | Stade Océane, Le Havre          | Test match              |
| 698 | 23 nov. 2013 | Afrique du Sud   | 10   | 19     | Défaite  | Stade de France, Saint-Denis    | Test match              |

Bilan : 18% de victoires, 73% de défaites, 9% de nuls, 6e du Tournoi des Six Nations 2013.

### 2014
| N°  | Date          | Opposition     | Pour | Contre | Résultat | Lieu                           | Compétition             |
| --- | ------------- | -------------- | ---- | ------ | -------- | ------------------------------ | ----------------------- |
| 699 | 1er fév. 2014 | Angleterre     | 26   | 24     | Victoire | Stade de France, Saint-Denis   | Tournoi des Six Nations |
| 700 | 9 fév. 2014   | Italie         | 30   | 10     | Victoire | Stade de France, Saint-Denis   | Tournoi des Six Nations |
| 701 | 21 fév. 2014  | Pays de Galles | 6    | 27     | Défaite  | Millennium Stadium, Cardiff    | Tournoi des Six Nations |
| 702 | 8 mars 2014   | Écosse         | 19   | 17     | Victoire | Murrayfield Stadium, Édimbourg | Tournoi des Six Nations |
| 703 | 15 mars 2014  | Irlande        | 20   | 22     | Défaite  | Stade de France, Saint-Denis   | Tournoi des Six Nations |
| 704 | 7 juin 2014   | Australie      | 23   | 50     | Défaite  | Suncorp Stadium, Brisbane      | Test match              |
| 705 | 14 juin 2014  | Australie      | 0    | 6      | Défaite  | Etihad Stadium, Melbourne      | Test match              |
| 706 | 21 juin 2014  | Australie      | 13   | 39     | Défaite  | Allianz Stadium, Sydney        | Test match              |
| 707 | 8 nov. 2014   | Fidji          | 40   | 15     | Victoire | Stade Vélodrome, Marseille     | Test match              |
| 708 | 15 nov. 2014  | Australie      | 29   | 26     | Victoire | Stade de France, Saint-Denis   | Test match              |
| 709 | 22 nov. 2014  | Argentine      | 13   | 18     | Défaite  | Stade de France, Saint-Denis   | Test match              |

Bilan : 45% de victoires, 55% de défaites, 4e du Tournoi des Six Nations 2014.

### 2015
| N°  | Date          | Opposition       | Pour | Contre | Résultat | Lieu                         | Compétition                      |
| --- | ------------- | ---------------- | ---- | ------ | -------- | ---------------------------- | -------------------------------- |
| 710 | 7 fév. 2015   | Écosse           | 15   | 8      | Victoire | Stade de France, Saint-Denis | Tournoi des Six Nations          |
| 711 | 14 fév. 2015  | Irlande          | 11   | 18     | Défaite  | Aviva Stadium, Dublin        | Tournoi des Six Nations          |
| 712 | 28 fév. 2015  | Pays de Galles   | 13   | 20     | Défaite  | Stade de France, Saint-Denis | Tournoi des Six Nations          |
| 713 | 15 mars 2015  | Italie           | 29   | 0      | Victoire | Stade olympique, Rome        | Tournoi des Six Nations          |
| 714 | 21 mars 2015  | Angleterre       | 35   | 55     | Défaite  | Stade de Twickenham, Londres | Tournoi des Six Nations          |
| 715 | 15 août 2015  | Angleterre       | 14   | 19     | Défaite  | Stade de Twickenham, Londres | Test match                       |
| 716 | 22 août 2015  | Angleterre       | 25   | 20     | Victoire | Stade de France, Saint-Denis | Test match                       |
| 717 | 5 sept. 2015  | Écosse           | 19   | 16     | Victoire | Stade de France, Saint-Denis | Test match                       |
| 718 | 19 sept. 2015 | Italie           | 32   | 10     | Victoire | Stade de Twickenham, Londres | Coupe du monde - phase de poules |
| 719 | 23 sept. 2015 | Roumanie         | 38   | 11     | Victoire | Stade olympique, Londres     | Coupe du monde - phase de poules |
| 720 | 1er oct. 2015 | Canada           | 41   | 18     | Victoire | Stadium MK, Milton Keynes    | Coupe du monde - phase de poules |
| 721 | 11 oct. 2015  | Irlande          | 9    | 24     | Défaite  | Millennium Stadium, Cardiff  | Coupe du monde - phase de poules |
| 722 | 17 oct. 2015  | Nouvelle-Zélande | 13   | 62     | Défaite  | Millennium Stadium, Cardiff  | Coupe du monde - quart de finale |

Bilan : 54% de victoires, 46% de défaites. Quatrième du Tournoi des Six Nations 2015. Quart de finale de la Coupe du monde 2015.

### 2016
| N°  | Date         | Opposition       | Pour | Contre | Résultat | Lieu                                                | Compétition             |
| --- | ------------ | ---------------- | ---- | ------ | -------- | --------------------------------------------------- | ----------------------- |
| 723 | 6 fév. 2016  | Italie           | 23   | 21     | Victoire | Stade de France, Saint-Denis                        | Tournoi des Six Nations |
| 724 | 13 fév. 2016 | Irlande          | 10   | 9      | Victoire | Stade de France, Saint-Denis                        | Tournoi des Six Nations |
| 725 | 26 fév. 2016 | Pays de Galles   | 10   | 19     | Défaite  | Principality Stadium, Cardiff                       | Tournoi des Six Nations |
| 726 | 13 mars 2016 | Écosse           | 18   | 29     | Défaite  | Murrayfield Stadium, Édimbourg                      | Tournoi des Six Nations |
| 727 | 19 mars 2016 | Angleterre       | 21   | 31     | Défaite  | Stade de France, Saint-Denis                        | Tournoi des Six Nations |
| 728 | 19 juin 2016 | Argentine        | 19   | 30     | Défaite  | Stade Monumental José Fierro, San Miguel de Tucumán | Test match              |
| 729 | 25 juin 2016 | Argentine        | 27   | 0      | Victoire | Stade Monumental José Fierro, San Miguel de Tucumán | Test match              |
| 730 | 12 nov. 2016 | Samoa            | 52   | 8      | Victoire | Stadium municipal, Toulouse                         | Test match              |
| 731 | 19 nov. 2016 | Australie        | 23   | 25     | Défaite  | Stade de France, Saint-Denis                        | Test match              |
| 732 | 26 nov. 2016 | Nouvelle-Zélande | 19   | 24     | Défaite  | Stade de France, Saint-Denis                        | Test match              |

Bilan : 40% victoires, 60% défaites, 5e du Tournoi des Six Nations 2016.

### 2017
| N°  | Date         | Opposition       | Pour | Contre | Résultat | Lieu                              | Compétition             |
| --- | ------------ | ---------------- | ---- | ------ | -------- | --------------------------------- | ----------------------- |
| 733 | 4 fév. 2017  | Angleterre       | 16   | 19     | Défaite  | Stade de Twickenham, Londres      | Tournoi des Six Nations |
| 734 | 12 fév. 2017 | Écosse           | 22   | 16     | Victoire | Stade de France, Saint-Denis      | Tournoi des Six Nations |
| 735 | 25 fév. 2017 | Irlande          | 9    | 19     | Défaite  | Aviva Stadium, Dublin             | Tournoi des Six Nations |
| 736 | 11 mars 2017 | Italie           | 40   | 18     | Victoire | Stade olympique, Rome             | Tournoi des Six Nations |
| 737 | 18 mars 2017 | Pays de Galles   | 20   | 18     | Victoire | Stade de France, Saint-Denis      | Tournoi des Six Nations |
| 738 | 10 juin 2017 | Afrique du Sud   | 14   | 37     | Défaite  | Loftus Versfeld Stadium, Pretoria | Test match              |
| 739 | 17 juin 2017 | Afrique du Sud   | 15   | 37     | Défaite  | Kings Park Stadium, Durban        | Test match              |
| 740 | 24 juin 2017 | Afrique du Sud   | 12   | 35     | Défaite  | Ellis Park Stadium, Johannesbourg | Test match              |
| 741 | 11 nov. 2017 | Nouvelle-Zélande | 18   | 38     | Défaite  | Stade de France, Saint-Denis      | Test match              |
| 742 | 18 nov. 2017 | Afrique du Sud   | 17   | 18     | Défaite  | Stade de France, Saint-Denis      | Test match              |
| 743 | 25 nov. 2017 | Japon            | 23   | 23     | Nul      | U Arena, Nanterre                 | Test match              |

Bilan : 27% de victoires, 64% de défaites, 9% de nuls. 3e du Tournoi des Six Nations 2017.

### 2018
| N°  | Date         | Opposition       | Pour | Contre | Résultat | Lieu                                   | Compétition             |
| --- | ------------ | ---------------- | ---- | ------ | -------- | -------------------------------------- | ----------------------- |
| 744 | 3 fév. 2018  | Irlande          | 13   | 15     | Défaite  | Stade de France, Saint-Denis           | Tournoi des Six Nations |
| 745 | 11 fév. 2018 | Écosse           | 26   | 32     | Défaite  | Murrayfield Stadium, Édimbourg         | Tournoi des Six Nations |
| 746 | 23 fév. 2018 | Italie           | 34   | 17     | Victoire | Orange Vélodrome, Marseille            | Tournoi des Six Nations |
| 747 | 10 mars 2018 | Angleterre       | 22   | 16     | Victoire | Stade de France, Saint-Denis           | Tournoi des Six Nations |
| 748 | 17 mars 2018 | Pays de Galles   | 13   | 14     | Défaite  | Principality Stadium, Cardiff          | Tournoi des Six Nations |
| 749 | 9 juin 2018  | Nouvelle-Zélande | 11   | 52     | Défaite  | Eden Park, Auckland                    | Test match              |
| 750 | 16 juin 2018 | Nouvelle-Zélande | 13   | 26     | Défaite  | Westpac Stadium, Wellington            | Test match              |
| 751 | 23 juin 2018 | Nouvelle-Zélande | 14   | 49     | Défaite  | Forsyth Barr Stadium, Dunedin          | Test match              |
| 752 | 10 nov. 2018 | Afrique du Sud   | 26   | 29     | Défaite  | Stade de France, Saint-Denis           | Test match              |
| 753 | 17 nov. 2018 | Argentine        | 28   | 13     | Victoire | Stade Pierre-Mauroy, Villeneuve-d'Ascq | Test match              |
| 754 | 24 nov. 2018 | Fidji            | 14   | 21     | Défaite  | Stade de France, Saint-Denis           | Test match              |

Bilan : 27% de victoires, 73% de défaites. 4e du Tournoi des Six Nations 2018.

### 2019
| N°  | Date          | Opposition     | Pour | Contre | Résultat | Lieu                                  | Compétition                      |
| --- | ------------- | -------------- | ---- | ------ | -------- | ------------------------------------- | -------------------------------- |
| 755 | 1er fév. 2019 | Pays de Galles | 19   | 24     | Défaite  | Stade de France, Saint-Denis          | Tournoi des Six Nations          |
| 756 | 10 fév. 2019  | Angleterre     | 8    | 44     | Défaite  | Stade de Twickenham, Londres          | Tournoi des Six Nations          |
| 757 | 23 fév. 2019  | Écosse         | 27   | 10     | Victoire | Stade de France, Saint-Denis          | Tournoi des Six Nations          |
| 758 | 10 mars 2019  | Irlande        | 14   | 26     | Défaite  | Aviva Stadium, Dublin                 | Tournoi des Six Nations          |
| 759 | 16 mars 2019  | Italie         | 25   | 14     | Victoire | Stade olympique, Rome                 | Tournoi des Six Nations          |
| 760 | 17 août 2019  | Écosse         | 32   | 3      | Victoire | Allianz Riviera, Nice                 | Test match                       |
| 761 | 24 août 2019  | Écosse         | 14   | 17     | Défaite  | Murrayfield Stadium, Édimbourg        | Test match                       |
| 762 | 30 août 2019  | Italie         | 47   | 19     | Victoire | Stade de France, Saint-Denis          | Test match                       |
| 763 | 21 sept. 2019 | Argentine      | 23   | 21     | Victoire | Stade de Tokyo, Tokyo                 | Coupe du monde - phase de poules |
| 764 | 2 oct. 2019   | États-Unis     | 33   | 9      | Victoire | Fukuoka Hakatanomori Stadium, Fukuoka | Coupe du monde - phase de poules |
| 765 | 6 oct. 2019   | Tonga          | 23   | 21     | Victoire | Stade de Kumamoto, Kumamoto           | Coupe du monde - phase de poules |
| 766 | 20 oct. 2019  | Pays de Galles | 19   | 20     | Défaite  | Stade d'Oita, Ōita                    | Coupe du monde - quart de finale |

Bilan : 58% de victoires, 42% de défaites. Quatrième du Tournoi des Six Nations 2019. Quart de finale de la Coupe du monde 2019.

## 2020-2029
Bilan de la décennie au 19 juillet 2025 : 62 matches, 46 victoires, 1 nul, 15 défaites; 74% de victoires.

### 2020
| N°  | Date         | Opposition     | Pour | Contre | Résultat      | Lieu                           | Compétition                                   |
| --- | ------------ | -------------- | ---- | ------ | ------------- | ------------------------------ | --------------------------------------------- |
| 767 | 2 fév. 2020  | Angleterre     | 24   | 17     | Victoire      | Stade de France, Saint-Denis   | Tournoi des Six Nations                       |
| 768 | 9 fév. 2020  | Italie         | 35   | 22     | Victoire      | Stade de France, Saint-Denis   | Tournoi des Six Nations                       |
| 769 | 22 fév. 2020 | Pays de Galles | 27   | 23     | Victoire      | Principality Stadium, Cardiff  | Tournoi des Six Nations                       |
| 770 | 8 mars 2020  | Écosse         | 17   | 28     | Défaite       | Murrayfield Stadium, Édimbourg | Tournoi des Six Nations                       |
| 771 | 24 oct. 2020 | Pays de Galles | 38   | 21     | Victoire      | Stade de France, Saint-Denis   | Test match                                    |
| 772 | 31 oct. 2020 | Irlande        | 35   | 27     | Victoire      | Stade de France, Saint-Denis   | Tournoi des Six Nations                       |
| 773 | 22 nov. 2020 | Écosse         | 22   | 15     | Victoire      | Murrayfield Stadium, Édimbourg | Coupe d'automne des nations - phase de poules |
| 774 | 28 nov. 2020 | Italie         | 36   | 5      | Victoire      | Stade de France, Saint-Denis   | Coupe d'automne des nations - phase de poules |
| 775 | 6 déc. 2020  | Angleterre     | 19   | 22     | Défaite a. p. | Stade de Twickenham, Londres   | Coupe d'automne des nations - finale          |

Bilan : 78% de victoires, 22% de défaites, 2e du Tournoi des Six Nations 2020, 2e de la Coupe d'automne des nations 2020.

### 2021
| N°  | Date           | Opposition       | Pour | Contre | Résultat | Lieu                         | Compétition             |
| --- | -------------- | ---------------- | ---- | ------ | -------- | ---------------------------- | ----------------------- |
| 776 | 6 fév. 2021    | Italie           | 50   | 10     | Victoire | Stade olympique, Rome        | Tournoi des Six Nations |
| 777 | 14 fév. 2021   | Irlande          | 15   | 13     | Victoire | Aviva Stadium, Dublin        | Tournoi des Six Nations |
| 778 | 13 mars 2021   | Angleterre       | 20   | 23     | Défaite  | Stade de Twickenham, Londres | Tournoi des Six Nations |
| 779 | 20 mars 2021   | Pays de Galles   | 32   | 30     | Victoire | Stade de France, Saint-Denis | Tournoi des Six Nations |
| 780 | 26 mars 2021   | Écosse           | 23   | 27     | Défaite  | Stade de France, Saint-Denis | Tournoi des Six Nations |
| 781 | 7 juill. 2021  | Australie        | 21   | 23     | Défaite  | Suncorp Stadium, Brisbane    | Test match              |
| 782 | 13 juill. 2021 | Australie        | 28   | 26     | Victoire | AAMI Park, Melbourne         | Test match              |
| 783 | 17 juill. 2021 | Australie        | 30   | 33     | Défaite  | Suncorp Stadium, Brisbane    | Test match              |
| 784 | 6 nov. 2021    | Argentine        | 29   | 20     | Victoire | Stade de France, Saint-Denis | Test match              |
| 785 | 14 nov. 2021   | Géorgie          | 41   | 15     | Victoire | Matmut Atlantique, Bordeaux  | Test match              |
| 786 | 20 nov. 2021   | Nouvelle-Zélande | 40   | 25     | Victoire | Stade de France, Saint-Denis | Test match              |

Bilan : 64% de victoires, 36% de défaites, 2e du Tournoi des Six Nations 2021.

### 2022
| N°  | Date          | Opposition     | Pour | Contre | Résultat | Lieu                           | Compétition             |
| --- | ------------- | -------------- | ---- | ------ | -------- | ------------------------------ | ----------------------- |
| 787 | 6 fév. 2022   | Italie         | 37   | 10     | Victoire | Stade de France, Saint-Denis   | Tournoi des Six Nations |
| 788 | 12 fév. 2022  | Irlande        | 30   | 24     | Victoire | Stade de France, Saint-Denis   | Tournoi des Six Nations |
| 789 | 26 fév. 2022  | Écosse         | 36   | 17     | Victoire | Murrayfield Stadium, Édimbourg | Tournoi des Six Nations |
| 790 | 11 mars 2022  | Pays de Galles | 13   | 9      | Victoire | Principality Stadium, Cardiff  | Tournoi des Six Nations |
| 791 | 19 mars 2022  | Angleterre     | 25   | 13     | Victoire | Stade de France, Saint-Denis   | Tournoi des Six Nations |
| 792 | 2 juill. 2022 | Japon          | 42   | 23     | Victoire | Toyota Stadium, Toyota         | Test match              |
| 793 | 9 juill. 2022 | Japon          | 20   | 15     | Victoire | Stade national, Tokyo          | Test match              |
| 794 | 5 nov. 2022   | Australie      | 30   | 29     | Victoire | Stade de France, Saint-Denis   | Test match              |
| 795 | 12 nov. 2022  | Afrique du Sud | 30   | 26     | Victoire | Stade Vélodrome, Marseille     | Test match              |
| 796 | 20 nov. 2022  | Japon          | 35   | 17     | Victoire | Stadium, Toulouse              | Test match              |

Bilan : 100% de victoires. Vainqueur du Tournoi des Six Nations 2022 (Grand Chelem). Numéro un mondial du 11 au 18 juillet.

### 2023
| N°  | Date          | Opposition       | Pour | Contre | Résultat | Lieu                                   | Compétition                      |
| --- | ------------- | ---------------- | ---- | ------ | -------- | -------------------------------------- | -------------------------------- |
| 797 | 5 fév. 2023   | Italie           | 29   | 24     | Victoire | Stade olympique, Rome                  | Tournoi des Six Nations          |
| 798 | 11 fév. 2023  | Irlande          | 19   | 32     | Défaite  | Aviva Stadium, Dublin                  | Tournoi des Six Nations          |
| 799 | 26 fév. 2023  | Écosse           | 32   | 21     | Victoire | Stade de France, Saint-Denis           | Tournoi des Six Nations          |
| 800 | 11 mars 2023  | Angleterre       | 53   | 10     | Victoire | Stade de Twickenham, Londres           | Tournoi des Six Nations          |
| 801 | 18 mars 2023  | Pays de Galles   | 41   | 28     | Victoire | Stade de France, Saint-Denis           | Tournoi des Six Nations          |
| 802 | 5 août 2023   | Écosse           | 21   | 25     | Défaite  | Murrayfield Stadium, Édimbourg         | Test match                       |
| 803 | 12 août 2023  | Écosse           | 30   | 27     | Victoire | Stade Geoffroy-Guichard, Saint-Étienne | Test match                       |
| 804 | 19 août 2023  | Fidji            | 34   | 17     | Victoire | Stade de La Beaujoire, Nantes          | Test match                       |
| 805 | 27 août 2023  | Australie        | 41   | 17     | Victoire | Stade de France, Saint-Denis           | Test match                       |
| 806 | 8 sept. 2023  | Nouvelle-Zélande | 27   | 13     | Victoire | Stade de France, Saint-Denis           | Coupe du monde - phase de poules |
| 807 | 14 sept. 2023 | Uruguay          | 27   | 12     | Victoire | Stade Pierre-Mauroy, Villeneuve-d'Ascq | Coupe du monde - phase de poules |
| 808 | 21 sept. 2023 | Namibie          | 96   | 0      | Victoire | Stade Vélodrome, Marseille             | Coupe du monde - phase de poules |
| 809 | 6 oct. 2023   | Italie           | 60   | 7      | Victoire | Parc OL, Décines-Charpieu              | Coupe du monde - phase de poules |
| 810 | 15 oct. 2023  | Afrique du Sud   | 28   | 29     | Défaite  | Stade de France, Saint-Denis           | Coupe du monde - quart de finale |

Bilan : 79% de victoires, 21% de défaites, 2e du Tournoi des Six Nations 2023. Quart de finale de la Coupe du monde 2023.

### 2024
| N°  | Date           | Opposition       | Pour | Contre | Résultat | Lieu                                | Compétition             |
| --- | -------------- | ---------------- | ---- | ------ | -------- | ----------------------------------- | ----------------------- |
| 811 | 2 fév. 2024    | Irlande          | 17   | 38     | Défaite  | Stade Vélodrome, Marseille          | Tournoi des Six Nations |
| 812 | 10 fév. 2024   | Écosse           | 20   | 16     | Victoire | Murrayfield Stadium, Édimbourg      | Tournoi des Six Nations |
| 813 | 25 fév. 2024   | Italie           | 13   | 13     | Nul      | Stade Pierre-Mauroy, Lille          | Tournoi des Six Nations |
| 814 | 10 mars 2024   | Pays de Galles   | 45   | 24     | Victoire | Millennium Stadium, Cardiff         | Tournoi des Six Nations |
| 815 | 16 mars 2024   | Angleterre       | 33   | 31     | Victoire | Groupama Stadium, Décines-Charpieu  | Tournoi des Six Nations |
| 816 | 6 juill. 2024  | Argentine        | 28   | 13     | Victoire | Stade Malvinas-Argentinas, Mendoza  | Test match              |
| 817 | 13 juill. 2024 | Argentine        | 25   | 33     | Défaite  | Stade José-Amalfitani, Buenos Aires | Test match              |
| 818 | 9 nov. 2024    | Japon            | 52   | 12     | Victoire | Stade de France, Saint-Denis        | Test match              |
| 819 | 16 nov. 2024   | Nouvelle-Zélande | 30   | 29     | Victoire | Stade de France, Saint-Denis        | Test match              |
| 820 | 23 nov. 2024   | Argentine        | 37   | 23     | Victoire | Stade de France, Saint-Denis        | Test match              |

Bilan  : 70% de victoires, 20% de défaites, 10% de nuls, 2e du Tournoi des Six Nations 2024.

### 2025
| N°  | Date           | Opposition       | Pour | Contre | Résultat | Lieu                          | Compétition             |
| --- | -------------- | ---------------- | ---- | ------ | -------- | ----------------------------- | ----------------------- |
| 821 | 31 janv. 2025  | Pays de Galles   | 43   | 0      | Victoire | Stade de France, Saint-Denis  | Tournoi des Six Nations |
| 822 | 8 fév. 2025    | Angleterre       | 25   | 26     | Défaite  | Stade de Twickenham, Londres  | Tournoi des Six Nations |
| 823 | 23 fév. 2025   | Italie           | 73   | 24     | Victoire | Stade olympique, Rome         | Tournoi des Six Nations |
| 824 | 8 mars 2025    | Irlande          | 42   | 27     | Victoire | Aviva Stadium, Dublin         | Tournoi des Six Nations |
| 825 | 15 mars 2025   | Écosse           | 35   | 16     | Victoire | Stade de France, Saint-Denis  | Tournoi des Six Nations |
| 826 | 5 juill. 2025  | Nouvelle-Zélande | 27   | 31     | Défaite  | Forsyth Barr Stadium, Dunedin | Test match              |
| 827 | 12 juill. 2025 | Nouvelle-Zélande | 17   | 43     | Défaite  | Sky Stadium, Wellington       | Test match              |
| 828 | 19 juill. 2025 | Nouvelle-Zélande | 19   | 29     | Défaite  | FMG Stadium Waikato, Hamilton | Test match              |
| 829 | 8 nov. 2025    | Afrique du Sud   |      |        |          | Stade de France, Saint-Denis  | Test match              |
| 830 | 15 nov. 2025   | Fidji            |      |        |          | Stade de France, Saint-Denis  | Test match              |
| 831 | 22 nov. 2025   | Australie        |      |        |          | Stade de France, Saint-Denis  | Test match              |